# Điện ảnh năm 2017
Điện ảnh 2017 tổng quan về các sự kiện điện ảnh, bao gồm các phim điện ảnh đạt doanh thu cao nhất, các lễ trao giải, liên hoan phim cùng danh sách các phim điện ảnh được ra mắt trong năm.

## Phim có doanh thu cao nhất
Top 10 phim điện ảnh được ra mắt trong năm 2017 xếp hạng theo doanh thu trên toàn thế giới:
| Hạng | Tựa đề                           | Hãng phát hành       | Doanh thu toàn cầu |
| ---- | -------------------------------- | -------------------- | ------------------ |
| 1    | Star Wars: Jedi cuối cùng        | Disney               | 1.332.539.889 USD  |
| 2    | Người đẹp và quái vật            | Disney               | 1.263.521.126 USD  |
| 3    | Fast & Furious 8                 | Universal            | 1.236.005.118 USD  |
| 4    | Kẻ trộm mặt trăng 3              | Universal            | 1.034.799.409 USD  |
| 5    | Jumanji: Trò chơi kỳ ảo          | Sony Pictures        | 961.869.583 USD    |
| 6    | Người Nhện: Trở về nhà           | Sony Pictures        | 880.166.924 USD    |
| 7    | Wolf Warrior 2                   | United Entertainment | 874.325.439 USD    |
| 8    | Vệ binh dải Ngân Hà 2            | Disney               | 863.756.051 USD    |
| 9    | Thor: Tận thế Ragnarok           | Disney               | 853.977.126 USD    |
| 10   | Wonder Woman: Nữ thần chiến binh | Warner Bros.         | 821.847.012 USD    |

Star Wars: Jedi cuối cùng, Người đẹp và quái vật, Fast & Furious 8 và Kẻ trộm mặt trăng 3 đều có doanh thu vượt mốc 1 tỉ USD, lần lượt trở thành phim điện ảnh có doanh thu cao thứ 11, 13, 14 và 17 mọi thời đại, trong đó có Kẻ trộm mặt trăng 3 đồng thời là phim hoạt hình có doanh thu cao thứ 4 mọi thời đại. Ngoài ra, Wolf Warrior 2 là bộ phim ngoài Hollywood đầu tiên có mặt trong danh sách này.

### Kỉ lục phòng vé năm 2017
- Trung Quốc xác lập kỷ lục mới cho doanh thu trong một ngày đơn cao nhất tại quốc gia này vào thứ Bảy ngày 28 tháng 1, với 110 triệu USD thu về từ 21 triệu lượt xem, đánh bại kỷ lục 98,4 triệu USD trước đó cũng như kỷ lục 17 triệu lượt xem của một năm trước. Cả hai kỷ lục đều được ghi nhận vào ngày đầu tiên của Tết Nguyên Đán[3]
- 2017 chứng kiến nhiều kỷ lục của phim ngoại ngoài Hollywood tại thị trường Trung Quốc, với sự thành công của Dangal từ Ấn Độ, Thiên tài bất hảo của Thái Lan và Sát thủ vô hình của Tây Ban Nha. Tính tới ngày 5 tháng 11 năm 2017, doanh thu của các phim ngoại ngoài Hollywood chiếu tại quốc gia này chiếm tới 72% (519,7 triệu USD) tổng doanh thu phim ngoại tại thời điểm đó (723 triệu USD), trong đó doanh thu của Dangal chiếm tới 27% (195,8 triệu USD).[4]
- Vũ trụ Điện ảnh Marvel của Disney trở thành thương hiệu điện ảnh đầu tiên đạt doanh thu 11 tỉ USD sau khi Vệ binh dải Ngân Hà 2 được công chiếu.[5] Sau khi Người Nhện: Trở về nhà được công chiếu, thương hiệu tiếp tục đạt kỷ lục tương tự với mốc doanh thu 12 tỉ USD,[6] và tiếp tục với Thor: Tận thế Ragnarok, Vũ trụ Điện ảnh Marvel trở thành thương hiệu điện ảnh đầu tiên cán mốc doanh thu 13 tỉ USD.[7] Đây cũng là thương hiệu điện ảnh đầu tiên có ba phim phát hành trong cùng một năm đều đạt doanh thu hơn 800 triệu USD toàn cầu và doanh thu ra mắt nội địa đều vượt mốc 100 triệu USD.
- Loạt phim Kẻ trộm mặt trăng trở thành thương hiệu phim hoạt hình có doanh thu cao nhất mọi thời đại (3,6 tỉ USD), đánh bại kỷ lục trước đó của loạt phim Shrek; đây cũng là thương hiệu phim hoạt hình đầu tiên có hai phim điện ảnh đạt doanh thu hơn 1 tỉ USD.[8]
- Với Star Wars: Jedi cuối cùng, Người đẹp và quái vật và Wonder Woman: Nữ thần chiến binh, 2017 trở thành năm tiếp theo kể từ 1958 (South Pacific, Auntie Mame, Cat on a Hot Tin Roof) có ba phim nội địa có nhân vật chính là nữ đạt doanh thu cao nhất.[9]
- Wolf Warrior 2 là một thành công lớn về mặt thương mại và đồng thời là phim điện ảnh Trung Quốc có doanh thu cao nhất từ trước tới nay. Phim đã phá nhiều kỷ lục phòng vé, trong đó có doanh thu phim trong một ngày đơn cao nhất đối với một phim điện ảnh Trung Quốc, cũng như phim đạt mốc doanh thu 2 tỉ RMB, 3 tỉ RMB, 4 tỉ RMB và 5 tỉ RMB trong thời gian nhanh nhất. Đây cũng là phim đạt mức doanh thu 500 triệu USD và là phim cán mốc doanh thu 600 triệu USD đầu tiên ở phòng vé Trung Quốc. Với tổng doanh thu nội địa đạt 874 triệu USD,[10][11] đây là phim có doanh thu chỉ tính riêng trong một thị trường cao thứ hai, sau Star Wars: Thần lực thức tỉnh (936,7 triệu USD chỉ riêng tại Bắc Mỹ), vượt qua doanh thu tại Bắc Mỹ của Avatar (760 triệu USD), Titanic (659 triệu USD) và Thế giới khủng long (652 triệu USD).[12][13][14] Đây là phim điện ảnh có doanh thu cao thứ 54 toàn cầu,[11][15][16] trở thành phim điện ảnh đầu tiên của Trung Quốc lọt vào danh sách 100 phim có doanh thu cao nhất mọi thời đại.[17][18]

## Giải thưởng
| Hạng mục/giải thưởng              | Giải Quả cầu vàng lần thứ 75 7 tháng 1 năm 2018      | Giải Quả cầu vàng lần thứ 75 7 tháng 1 năm 2018    | Giải Critics' Choice lần thứ 23 11 tháng 1 năm 2018  | Giải SAG lần thứ 24 21 tháng 1 năm 2018              | Giải BAFTA lần thứ 71 18 tháng 2 năm 2018            | Giải Oscar lần thứ 90 4 tháng 3 năm 2018             |
| Hạng mục/giải thưởng              | Chính kịch                                           | Ca nhạc hoặc hài                                   | Giải Critics' Choice lần thứ 23 11 tháng 1 năm 2018  | Giải SAG lần thứ 24 21 tháng 1 năm 2018              | Giải BAFTA lần thứ 71 18 tháng 2 năm 2018            | Giải Oscar lần thứ 90 4 tháng 3 năm 2018             |
| --------------------------------- | ---------------------------------------------------- | -------------------------------------------------- | ---------------------------------------------------- | ---------------------------------------------------- | ---------------------------------------------------- | ---------------------------------------------------- |
| Phim hay nhất                     | Three Billboards: Truy tìm công lý                   | Lady Bird: Tuổi nổi loạn                           | Người đẹp và thủy quái                               | —                                                    | Three Billboards: Truy tìm công lý                   | Người đẹp và thủy quái                               |
| Đạo diễn xuất sắc nhất            | Guillermo del Toro Người đẹp và thủy quái            | Guillermo del Toro Người đẹp và thủy quái          | Guillermo del Toro Người đẹp và thủy quái            | —                                                    | Guillermo del Toro Người đẹp và thủy quái            | Guillermo del Toro Người đẹp và thủy quái            |
| Nam diễn viên chính xuất sắc nhất | Gary Oldman Giờ đen tối                              | James Franco The Disaster Artist                   | Gary Oldman Giờ đen tối                              | Gary Oldman Giờ đen tối                              | Gary Oldman Giờ đen tối                              | Gary Oldman Giờ đen tối                              |
| Nữ diễn viên chính xuất sắc nhất  | Frances McDormand Three Billboards: Truy tìm công lý | Saoirse Ronan Lady Bird: Tuổi nổi loạn             | Frances McDormand Three Billboards: Truy tìm công lý | Frances McDormand Three Billboards: Truy tìm công lý | Frances McDormand Three Billboards: Truy tìm công lý | Frances McDormand Three Billboards: Truy tìm công lý |
| Nam diễn viên phụ xuất sắc nhất   | Sam Rockwell Three Billboards: Truy tìm công lý      | Sam Rockwell Three Billboards: Truy tìm công lý    | Sam Rockwell Three Billboards: Truy tìm công lý      | Sam Rockwell Three Billboards: Truy tìm công lý      | Sam Rockwell Three Billboards: Truy tìm công lý      | Sam Rockwell Three Billboards: Truy tìm công lý      |
| Nữ diễn viên phụ xuất sắc nhất    | Allison Janney I, Tonya                              | Allison Janney I, Tonya                            | Allison Janney I, Tonya                              | Allison Janney I, Tonya                              | Allison Janney I, Tonya                              | Allison Janney I, Tonya                              |
| Kịch bản chuyển thể xuất sắc nhất | Martin McDonagh Three Billboards: Truy tìm công lý   | Martin McDonagh Three Billboards: Truy tìm công lý | James Ivory Call Me by Your Name                     | —                                                    | James Ivory Call Me by Your Name                     | James Ivory Call Me by Your Name                     |
| Kịch bản gốc xuất sắc nhất        | Martin McDonagh Three Billboards: Truy tìm công lý   | Martin McDonagh Three Billboards: Truy tìm công lý | Jordan Peele Trốn thoát                              | —                                                    | Martin McDonagh Three Billboards: Truy tìm công lý   | Jordan Peele Trốn thoát                              |
| Phim hoạt hình hay nhất           | Coco                                                 | Coco                                               | Coco                                                 | —                                                    | Coco                                                 | Coco                                                 |
| Nhạc phim hay nhất                | Alexandre Desplat Người đẹp và thủy quái             | Alexandre Desplat Người đẹp và thủy quái           | Alexandre Desplat Người đẹp và thủy quái             | —                                                    | Alexandre Desplat Người đẹp và thủy quái             | Alexandre Desplat Người đẹp và thủy quái             |
| Ca khúc trong phim hay nhất       | "This Is Me" Bậc thầy của những ước mơ               | "This Is Me" Bậc thầy của những ước mơ             | "Remember Me" Coco                                   | —                                                    | —                                                    | "Remember Me" Coco                                   |
| Phim ngoại ngữ hay nhất           | In the Fade                                          | In the Fade                                        | In the Fade                                          | —                                                    | The Handmaiden                                       | A Fantastic Woman                                    |

## Phim điện ảnh năm 2017

### Tháng một–Tháng ba
| Ngày công chiếu | Ngày công chiếu | Tựa đề                                     | Hãng phát hành                                                                                            | Diễn viên và người thực hiện | Thể loại                                                    | Nguồn           |
| --------------- | --------------- | ------------------------------------------ | --- | --- | ----------------------------------------------------------- | --------------- |
| T H Á N G M Ộ T | 6               | Thế giới ngầm: Trận chiến đẫm máu          | Screen Gems / Lakeshore Entertainment / Sketch Films                                                      | Anna Foerster (đạo diễn); Cory Goodman (biên kịch); Kate Beckinsale, Theo James, Tobias Menzies, Lara Pulver, James Faulkner, Charles Dance | Hành động, Kinh dị                                          | [ 19 ] [ 20 ]   |
| T H Á N G M Ộ T | 6               | Phi vụ tống tiền                           | Lionsgate Premiere / Grindstone Entertainment Group / Emmett/Furla/Oasis Films                            | Steven C. Miller (đạo diễn); Jason Mosberg (biên kịch); Adrian Grenier, Johnathon Schaech, Nicolas Cage, Lydia Hull, Christopher Coppola, Megan Leonard, Christopher Rob Bowen, Tyler Jon Olson, Shea Buckner, John Cusack                                                                     | Hành động, Tội phạm, Rùng rợn                               | [ 21 ] [ 22 ]   |
| T H Á N G M Ộ T | 6               | Between Us                                 | IFC Films                                                                                                 | Rafael Palacio Illingworth (đạo diễn); Olivia Thirlby, Ben Feldman, Adam Goldberg, Analeigh Tipton, Scott Haze, Peter Bogdanovich, Lesley Ann Warren | Hài, Lãng mạn, Chính kịch                                   | [ 23 ]          |
| T H Á N G M Ộ T | 6               | Biệt đội mãnh hổ                           | Well Go USA                                                                                               | Đinh Thịnh (đạo diễn); Thành Long, Hoàng Tử Thao, Phòng Tổ Danh, Vương Khải, Vương Đại Lục | Hành động, Hài                                              | [ 24 ]          |
| T H Á N G M Ộ T | 13              | Xe tải quái vật                            | Paramount Pictures / Paramount Animation / Nickelodeon Movies                                             | Chris Wedge (đạo diễn); Jonathan Aibel, Glenn Berger, Derek Connolly, Matthew Robinson (biên kịch); Lucas Till, Jane Levy, Amy Ryan, Holt McCallany, Rob Lowe, Danny Glover, Frank Whaley, Chad Willett, Barry Pepper, Thomas Lennon, Tucker Albrizzi                                          | Hoạt hình, Phiêu lưu, Khoa học viễn tưởng                   | [ 25 ] [ 26 ]   |
| T H Á N G M Ộ T | 13              | The Bye Bye Man                            | STX Entertainment / Los Angeles Media Fund / TANG Media Productions / Intrepid Pictures                   | Stacy Title (đạo diễn); Jonathan Penner (biên kịch); Douglas Smith, Doug Jones, Michael Trucco, Cressida Bonas, Lucien Laviscount, Carrie-Anne Moss, Faye Dunaway | Kinh dị                                                     | [ 27 ]          |
| T H Á N G M Ộ T | 13              | Đột kích màn đêm                           | Open Road Films / FilmNation Entertainment                                                                | Baran bo Odar (đạo diễn); Andrea Berloff (biên kịch); Jamie Foxx, T.I., Drew Sidora, Lloyd Banks, Gabrielle Union, David Harbour, Young Jeezy, Michelle Monaghan, Scoot McNairy, Sala Baker | Hành động, Rùng rợn                                         | [ 28 ] [ 29 ]   |
| T H Á N G M Ộ T | 13              | 100 Streets                                | Samuel Goldwyn Films                                                                                      | Jim O'Hanlon (đạo diễn); Leon F. Butler (biên kịch); Idris Elba, Gemma Arterton, Charlie Creed-Miles, Franz Drameh, Kierston Wareing, Tom Cullen, Ken Stott | Chính kịch                                                  | [ 30 ] [ 31 ]   |
| T H Á N G M Ộ T | 13              | Định nghĩa tình yêu                        | Electric Entertainment                                                                                    | Bill Purple (đạo diễn/biên kịch); Jason Sudeikis, Jessica Biel, Maisie Williams, Mary Steenburgen, Orlando Jones, Paul Reiser | Chính kịch, Hài                                             | [ 32 ]          |
| T H Á N G M Ộ T | 13              | Alone in Berlin                            | IFC Films                                                                                                 | Vincent Perez (đạo diễn); Emma Thompson, Brendan Gleeson, Daniel Brühl | Chính kịch, Rùng rợn                                        | [ 33 ]          |
| T H Á N G M Ộ T | 20              | Tách biệt                                  | Universal Pictures / Blumhouse Productions                                                                | M. Night Shyamalan (đạo diễn/biên kịch); James McAvoy, Anya Taylor-Joy, Betty Buckley, Jessica Sula, Haley Lu Richardson, Kim Director, Lyne Renée, Brad William Henke, Neal Huff, Sebastian Arcelus                                                                                           | Kinh dị, Rùng rợn, Chính kịch                               | [ 34 ] [ 35 ]   |
| T H Á N G M Ộ T | 20              | xXx: Phản đòn                              | Paramount Pictures / Revolution Studios                                                                   | D. J. Caruso (đạo diễn); F. Scott Frazier, Chad St. John (biên kịch); Vin Diesel, Samuel L. Jackson, Chân Tử Đan, Deepika Padukone, Ngô Diệc Phàm, Nina Dobrev, Tony Jaa, Ruby Rose, Toni Collette, Nicky Jam, Rory McCann, Al Sapienza, Michael Bisping, Ariadna Gutiérrez, Hermione Corfield | Hành động, Phiêu lưu                                        | [ 36 ] [ 37 ]   |
| T H Á N G M Ộ T | 20              | The Resurrection of Gavin Stone            | BH Tilt / WWE Studios / Walden Media                                                                      | Dallas Jenkins (đạo diễn); Andrea Gyertson Nasfell (biên kịch); Brett Dalton, Anjelah Johnson, Neil Flynn, Shawn Michaels, D. B. Sweeney | Hài, Chính kịch                                             | [ 38 ]          |
| T H Á N G M Ộ T | 20              | Trespass Against Us                        | A24 | Adam Smith (đạo diễn); Alastair Siddons (biên kịch); Michael Fassbender, Brendan Gleeson, Lyndsey Marshal, Killian Scott | Tội phạm, Chính kịch, Rùng rợn                              | [ 39 ] [ 40 ]   |
| T H Á N G M Ộ T | 20              | Detour                                     | Magnolia Pictures                                                                                         | Christopher Smith (đạo diễn/biên kịch); Tye Sheridan, Bel Powley | Kinh dị                                                     | [ 41 ] [ 42 ]   |
| T H Á N G M Ộ T | 20              | The Red Turtle                             | Sony Pictures Classics                                                                                    | Michaël Dudok de Wit (đạo diễn/biên kịch) | Hoạt hình, Kỳ ảo                                            | [ 43 ]          |
| T H Á N G M Ộ T | 25              | Sophie and the Rising Sun                  | Monterey Media                                                                                            | Maggie Greenwald (đạo diễn/biên kịch); Julianne Nicholson, Margo Martindale, Lorraine Toussaint, Takashi Yamaguchi, Diane Ladd | Chính kịch, Lãng mạn                                        | [ 44 ]          |
| T H Á N G M Ộ T | 27              | A Dog's Purpose                            | Universal Pictures / Amblin Entertainment / Walden Media / Reliance Entertainment                         | Lasse Hallström (đạo diễn); Audrey Wells (biên kịch); Britt Robertson, Dennis Quaid, Josh Gad, Peggy Lipton, Juliet Rylance | Gia đình                                                    | [ 45 ] [ 46 ]   |
| T H Á N G M Ộ T | 27              | Vùng đất quỷ dữ: Hồi cuối                  | Screen Gems / Impact Pictures / Davis Films / Constantin Film                                             | Paul W. S. Anderson (đạo diễn/biên kịch); Milla Jovovich, Shawn Roberts, Ruby Rose, William Levy, Iain Glen, Eoin Macken, Lee Joon-gi, Ali Larter | Hành động, Phiêu lưu, Kinh dị, Khoa học viễn tưởng          | [ 47 ] [ 48 ]   |
| T H Á N G M Ộ T | 27              | Lost in Florence                           | Orion Pictures                                                                                            | Evan Oppenheimer (đạo diễn/biên kịch); Brett Dalton, Stana Katic, Alessandra Mastronardi, Alessandro Preziosi, Emily Atack, Rob Aramayo, Marco Bonini | Lãng mạn, Chính kịch                                        | [ 49 ]          |
| T H Á N G M Ộ T | 27              | Cuộc đời của Michael                       | Brainstorm Media                                                                                          | Justin Kelly (đạo diễn/biên kịch); James Franco, Zachary Quinto, Emma Roberts, Charlie Carver | Tiểu sử, Chính kịch                                         | [ 50 ]          |
| T H Á N G M Ộ T | 27              | iBoy                                       | Netflix                                                                                                   | Adam Randall (đạo diễn), Joe Barton (biên kịch); Bill Milner, Maisie Williams, Miranda Richardson, Rory Kinnear | Hành động, Tội phạm                                         | [ 51 ]          |
| T H Á N G H A I | 3               | Vòng tròn tử thần                          | Paramount Pictures                                                                                        | F. Javier Gutiérrez (đạo diễn); Matilda Lutz, Alex Roe, Johnny Galecki, Aimee Teegarden, Laura Wiggins, Zach Roerig, Vincent D'Onofrio, Andrea Laing, Patrick R. Walker | Kinh dị, Rùng rợn                                           | [ 52 ] [ 53 ]   |
| T H Á N G H A I | 3               | Khoảng cách giữa chúng ta                  | STX Entertainment / Huayi Brothers Media                                                                  | Peter Chelsom (đạo diễn/biên kịch); Allan Loeb, Tinker Lindsay (biên kịch); Asa Butterfield, Britt Robertson, Gary Oldman, Carla Gugino, B. D. Wong | Khoa học viễn tưởng, Phiêu lưu, Lãng mạn                    | [ 54 ] [ 55 ]   |
| T H Á N G H A I | 3               | Youth in Oregon                            | Orion Pictures / Samuel Goldwyn Films                                                                     | Joel David Moore (đạo diễn); Andrew Eisen (biên kịch); Frank Langella, Billy Crudup, Christina Applegate, Nicola Peltz, Josh Lucas, Mary Kay Place, Alex Shaffer | Hài, Chính kịch                                             | [ 56 ]          |
| T H Á N G H A I | 3               | War on Everyone                            | Saban Films                                                                                               | John Michael McDonagh (đạo diễn/biên kịch); Alexander Skarsgård, Michael Pena, Caleb Landry Jones, Theo James, Tessa Thompson | Hài, Hành động                                              | [ 57 ] [ 58 ]   |
| T H Á N G H A I | 3               | I Am Not Your Negro                        | Magnolia Pictures / Amazon Studios                                                                        | Raoul Peck (đạo diễn/biên kịch); Samuel L. Jackson | Tài liệu                                                    | [ 59 ]          |
| T H Á N G H A I | 3               | Đừng gõ cửa hai lần                        | IFC Films                                                                                                 | Caradog W. James (đạo diễn); Katee Sackhoff, Lucy Boynton, Javier Botet, Nick Moran | Kinh dị                                                     | [ 60 ]          |
| T H Á N G H A I | 3               | Growing Up Smith                           | Good Deed Entertainment                                                                                   | Frank Lotito (đạo diễn); Jason Lee, Anjul Nigam, Brighton Sharbino, Hilarie Burton, Roni Akurati | Hài                                                         | [ 61 ]          |
| T H Á N G H A I | 10              | The Lego Batman Movie                      | Warner Bros. / Warner Animation Group / DC Entertainment / RatPac Entertainment                           | Chris McKay (đạo diễn); Seth Grahame-Smith (biên kịch); Will Arnett, Ralph Fiennes, Rosario Dawson, Michael Cera, Zach Galifianakis, Mariah Carey, Jenny Slate, Billy Dee Williams | Hoạt hình, Hài, Hành động                                   | [ 62 ] [ 63 ]   |
| T H Á N G H A I | 10              | Năm mươi sắc thái đen                      | Universal Pictures                                                                                        | James Foley (đạo diễn); Niall Leonard (biên kịch); Dakota Johnson, Jamie Dornan, Kim Basinger, Luke Grimes, Eloise Mumford, Max Martini, Eric Johnson, Bella Heathcote, Marcia Gay Harden, Rita Ora                                                                                            | Chính kịch, Lãng mạn                                        | [ 64 ] [ 65 ]   |
| T H Á N G H A I | 10              | Sát thủ John Wick: Phần 2                  | Summit Entertainment                                                                                      | Chad Stahelski (đạo diễn); Derek Kolstad (biên kịch); Keanu Reeves, Common, Bridget Moynahan, Ian McShane, John Leguizamo, Ruby Rose, Laurence Fishburne | Neo-Noir, Hành động, Rùng rợn                               | [ 66 ] [ 67 ]   |
| T H Á N G H A I | 10              | A United Kingdom                           | Fox Searchlight Pictures                                                                                  | Amma Asante (đạo diễn); Guy Hibbert (biên kịch); David Oyelowo, Rosamund Pike, Terry Pheto, Jack Davenport, Tom Felton, Abena Ayivor, Vusi Kunene | Chính kịch                                                  | [ 68 ]          |
| T H Á N G H A I | 10              | Kedi                                       | Oscilloscope Laboratories                                                                                 | Ceyda Torun (đạo diễn); Bülent Üstün | Tài liệu                                                    | [ 69 ]          |
| T H Á N G H A I | 10              | Bornless Ones                              | Uncork'd Entertainment                                                                                    | Alexander Babaev (đạo diễn/biên kịch); Michael Johnston, Margaret Judson, Bobby T, Lana Titova, Victoria Clare, Devin Goodsell, Gwen Holloway, Mark Furze, Greg Travis, Nick Saso, Rob Tepper, David Banks                                                                                     | Kinh dị                                                     | [ 70 ]          |
| T H Á N G H A I | 17              | Tử chiến Trường Thành                      | Universal Pictures / Legendary Entertainment                                                              | Trương Nghệ Mưu (đạo diễn); Tony Gilroy, Chris Brancato, Doug Miro (biên kịch); Lưu Đức Hoa, Matt Damon, Willem Dafoe, Cảnh Điềm, Pedro Pascal, Trương Hàm Dư, Bành Vu Yến, Lu Han, Lâm Canh Tân, Trần Học Đông, Hoàng Hiên, Vương Tuấn Khải, Trịnh Khải, Dư Tâm Điềm, Lưu Chung               | Hành động, Kỳ ảo                                            | [ 71 ] [ 72 ]   |
| T H Á N G H A I | 17              | A Cure for Wellness                        | 20th Century Fox / Regency Enterprises / Blind Wink Productions                                           | Gore Verbinski (đạo diễn); Justin Haythe (biên kịch); Dane DeHaan, Mia Goth, Jason Isaacs | Chính kịch, Rùng rợn                                        | [ 73 ] [ 74 ]   |
| T H Á N G H A I | 17              | Fist Fight                                 | Warner Bros. / New Line Cinema / Village Roadshow Pictures / RatPac Entertainment / 21 Laps Entertainment | Richie Keen (đạo diễn); Van Robichaux, Evan Susser (biên kịch); Ice Cube, Charlie Day, Christina Hendricks, Dennis Haysbert, Tracy Morgan, Jillian Bell, Dean Norris | Hài                                                         | [ 75 ] [ 76 ]   |
| T H Á N G H A I | 17              | American Fable                             | IFC Films                                                                                                 | Anne Hamilton (đạo diễn/biên kịch); Peyton Kennedy, Richard Schiff, Kip Pardue, Marci Miller, Gavin MacIntosh, Zuleikha Robinson | Rùng rợn, Kỳ ảo                                             | [ 77 ]          |
| T H Á N G H A I | 17              | XX                                         | Magnet Releasing                                                                                          | Jovanka Vuckovic, Annie Clark, Roxanne Benjamin, Karyn Kusama (đạo diễn); Natalie Brown, Melanie Lynskey, Breeda Wool, Christina Kirk | Kinh dị                                                     | [ 78 ]          |
| T H Á N G H A I | 17              | Everybody Loves Somebody                   | Pantelion Films                                                                                           | Karla Souza, José María Yazpik | Lãng mạn, Hài                                               | [ 79 ]          |
| T H Á N G H A I | 17              | Land of Mine                               | Sony Pictures Classics                                                                                    | Martin Zandvliet (đạo diễn); Ronald Moller, Mikkel Folsgard | Chiến tranh                                                 | [ 80 ]          |
| T H Á N G H A I | 17              | Lovesong                                   | Strand Releasing                                                                                          | So Yong Kim (đạo diễn); Jena Malone, Riley Keough, Brooklyn Decker, Amy Seimetz, Marshall Chapman, Ryan Eggold, Rosanna Arquette | Chính kịch                                                  | [ 81 ]          |
| T H Á N G H A I | 24              | Trốn thoát                                 | Universal Pictures                                                                                        | Jordan Peele (đạo diễn/biên kịch); Daniel Kaluuya, Allison Williams, Catherine Keener, Bradley Whitford, Caleb Landry Jones | Kinh dị                                                     | [ 82 ] [ 83 ]   |
| T H Á N G H A I | 24              | Rock Dog                                   | Summit Entertainment / Huayi Brothers                                                                     | Ash Brannon (đạo diễn/biên kịch); Kurt Voelker (biên kịch); Luke Wilson, Eddie Izzard, J. K. Simmons, Lewis Black, Kenan Thompson, Mae Whitman, Jorge Garcia, Matt Dillon, Sam Elliott | Hoạt hình, Hài                                              | [ 84 ] [ 85 ]   |
| T H Á N G H A I | 24              | Collide                                    | Open Road Films                                                                                           | Eran Creevy (đạo diễn/biên kịch); F. Scott Frazier (biên kịch); Nicholas Hoult, Felicity Jones, Anthony Hopkins, Ben Kingsley | Hành động, Tội phạm, Chính kịch                             | [ 86 ]          |
| T H Á N G H A I | 24              | Vùng xác sống                              | Saban Films / Lionsgate                                                                                   | Colm McCarthy (đạo diễn), M.R. Carey (biên kịch); Gemma Arterton, Glenn Close, Paddy Considine, Sennia Nanua | Kỳ ảo                                                       | [ 87 ]          |
| T H Á N G H A I | 24              | I Don't Feel at Home in This World Anymore | Netflix / XYZ Films                                                                                       | Macon Blair (đạo diễn/biên kịch); Melanie Lynskey, Elijah Wood, David Yow, Jane Levy, Devon Graye | Hài, Rùng rợn                                               | [ 88 ]          |
| T H Á N G H A I | 24              | Bitter Harvest                             | Roadside Attractions                                                                                      | George Mendeluk (đạo diễn); Max Irons, Samantha Barks, Barry Pepper, Tamer Hassan, Lucy Brown, Terence Stamp, Jack Hollington, Richard Brake, Ostap Stupka, Alexander Pecheritsyia | Tiểu sử, Chính kịch                                         | [ 89 ]          |
| T H Á N G B A   | 1               | Contemporary Color                         | Oscilloscope Laboratories                                                                                 | Turner Ross, Bill Ross IV (đạo diễn) | Tài liệu                                                    | [ 90 ]          |
| T H Á N G B A   | 3               | Logan: Người sói                           | 20th Century Fox / Marvel Entertainment                                                                   | James Mangold (director/sceenplay); Scott Frank, Michael Green (biên kịch); Hugh Jackman, Patrick Stewart, Boyd Holbrook, Stephen Merchant, Richard E. Grant, Eriq La Salle, Elise Neal, Elizabeth Rodriguez, Dafne Keen                                                                       | Hành động, Phiêu lưu, Siêu anh hùng, Chính kịch             | [ 91 ] [ 92 ]   |
| T H Á N G B A   | 3               | Ngôi lều huyền bí                          | Summit Entertainment                                                                                      | Stuart Hazeldine (đạo diễn); John Fusco (biên kịch); Sam Worthington, Radha Mitchell, Octavia Spencer, Graham Greene | Chính kịch                                                  | [ 93 ] [ 94 ]   |
| T H Á N G B A   | 3               | Không có ngày mai                          | Open Road Films                                                                                           | Ry Russo-Young (đạo diễn); Maria Maggenti (biên kịch); Zoey Deutch, Halston Sage, Logan Miller, Kian Lawley, Elena Kampouris, Cynthy Wu, Medalion Rahimi, Diego Boneta, Jennifer Beals | Chính kịch                                                  | [ 95 ]          |
| T H Á N G B A   | 3               | Table 19                                   | Fox Searchlight Pictures                                                                                  | Jeffrey Blitz (đạo diễn); Jay Duplass, Mark Duplass (biên kịch); Anna Kendrick, Amanda Crew, Stephen Merchant, Lisa Kudrow, Wyatt Russell, Craig Robinson, Tony Revolori, June Squibb | Hài                                                         | [ 96 ] [ 97 ]   |
| T H Á N G B A   | 3               | The Last Word                              | Bleecker Street                                                                                           | Mark Pellington (đạo diễn); Stuart Ross Fink (biên kịch); Shirley MacLaine, Amanda Seyfried | Hài, Chính kịch                                             | [ 98 ]          |
| T H Á N G B A   | 3               | Catfight                                   | Dark Sky Films                                                                                            | Onur Tukel (đạo diễn/biên kịch); Alicia Silverstone, Anne Heche, Sandra Oh, Dylan Baker, Amy Hall, Craig Bierko | Hài, Hành động                                              | [ 99 ]          |
| T H Á N G B A   | 3               | Donald Cried                               | The Orchard                                                                                               | Kristopher Avedisian (đạo diễn/biên kịch); Kristopher Avedisian, Jesse Wakeman, Louisa Krause, Ted Arcidi | Hài                                                         | [ 100 ]         |
| T H Á N G B A   | 9               | Sword Art Online: Ranh giới hư ảo          | A-1 Pictures                                                                                              | Tomohiko Itō (đạo diễn); Yoshitsugu Matsuoka, Haruka Tomatsu | Hoạt hình, Hành động, Phiêu lưu, Kỳ ảo, Khoa học viễn tưởng |                 |
| T H Á N G B A   | 10              | Kong: Đảo Đầu lâu                          | Warner Bros. / Legendary Entertainment                                                                    | Jordan Vogt-Roberts (đạo diễn); Max Borenstein, Dan Gilroy, Derek Connolly (biên kịch); Tom Hiddleston, Brie Larson, Samuel L. Jackson, John Goodman, John C. Reilly, Toby Kebbell, Jing Tian, Jason Mitchell, Corey Hawkins, Thomas Mann, John Ortiz, Shea Whigham, Terry Notary              | Hành động, Phiêu lưu, Kỳ ảo, Khoa học viễn tưởng            | [ 101 ] [ 102 ] |
| T H Á N G B A   | 10              | The Sense of an Ending                     | CBS Films / Lionsgate / FilmNation Entertainment / BBC Films                                              | Ritesh Batra (đạo diễn); Nick Payne (biên kịch); Jim Broadbent, Charlotte Rampling, Harriet Walter, Emily Mortimer, Michelle Dockery, Freya Mavor, Joe Alwyn, Edward Holcroft | Chính kịch                                                  | [ 103 ] [ 104 ] |
| T H Á N G B A   | 10              | Raw                                        | Focus Features                                                                                            | Julia Ducournau (đạo diễn/biên kịch); Garance Marillier, Ella Rumpf, Rabah Naït Oufella, Laurent Lucas, Joana Preiss, Bouli Lanners, Marion Vernoux, Jean-Louis Sbille | Kinh dị                                                     | [ 105 ]         |
| T H Á N G B A   | 10              | Trợ lí thời thang                          | IFC Films                                                                                                 | Olivier Assayas (đạo diễn/biên kịch); Kristen Stewart, Anders Danielsen Lie, Lars Eidinger, Nora von Waldstätten, Pamela Betsy Cooper, Benjamin Biolay | Chính kịch, Rùng rợn                                        | [ 106 ] [ 107 ] |
| T H Á N G B A   | 10              | The Ottoman Lieutenant                     | Paladin                                                                                                   | Joseph Ruben (đạo diễn); Michiel Huisman, Hera Hilmar, Josh Hartnett, Ben Kingsley | Chiến tranh, Chính kịch                                     | [ 108 ]         |
| T H Á N G B A   | 10              | Burning Sands                              | Netflix                                                                                                   | Gerard McMurray (đạo diễn/biên kịch); Christine Berg (biên kịch); Trevor Jackson, Alfre Woodard, Steve Harris, Trevante Rhodes, Serayah | Chính kịch                                                  | [ 109 ]         |
| T H Á N G B A   | 15              | Frantz                                     | Music Box Films                                                                                           | François Ozon (đạo diễn/biên kịch); Philippe Piazzo (biên kịch); Pierre Niney, Paula Beer | Chính kịch                                                  | [ 110 ]         |
| T H Á N G B A   | 17              | Người đẹp và quái vật                      | Walt Disney Pictures                                                                                      | Bill Condon (đạo diễn/biên kịch); Evan Spiliotopoulos, Stephen Chbosky (biên kịch); Emma Watson, Dan Stevens, Luke Evans, Ewan McGregor, Ian McKellen, Emma Thompson, Kevin Kline, Stanley Tucci, Josh Gad, Audra McDonald, Gugu Mbatha-Raw                                                    | Kỳ ảo, Phiêu lưu, Âm nhạc, Chính kịch, Lãng mạn             | [ 111 ] [ 112 ] |
| T H Á N G B A   | 17              | The Belko Experiment                       | Orion Pictures / Metro-Goldwyn-Mayer                                                                      | Greg McLean (đạo diễn); James Gunn (biên kịch); John Gallagher Jr., Tony Goldwyn, David Del Rio | Hành động, Kinh dị, Rùng rợn                                | [ 113 ]         |
| T H Á N G B A   | 17              | T2 Trainspotting                           | TriStar Pictures                                                                                          | Danny Boyle (đạo diễn); John Hodge (biên kịch); Ewan McGregor, Jonny Lee Miller, Ewen Bremner, Robert Carlyle, Kelly Macdonald, James Cosmo, Shirley Henderson, Irvine Welsh | Hài, Tội phạm, Chính kịch                                   | [ 114 ] [ 115 ] |
| T H Á N G B A   | 17              | Song to Song                               | Broad Green Pictures                                                                                      | Terrence Malick (đạo diễn/biên kịch); Ryan Gosling, Michael Fassbender, Rooney Mara, Natalie Portman, Christian Bale, Cate Blanchett, Benicio del Toro, Val Kilmer | Chính kịch, Lãng mạn                                        | [ 116 ]         |
| T H Á N G B A   | 17              | Atomica                                    | Syfy Films                                                                                                | Dagen Merrill (đạo diễn); Kevin Burke, Fred Fernandez-Armesto, Adam Gyngell (biên kịch); Dominic Monaghan, Tom Sizemore, Sarah Habel | Khoa học viễn tưởng, Rùng rợn                               | [ 117 ]         |
| T H Á N G B A   | 17              | All Nighter                                | Good Deed Entertainment                                                                                   | Gavin Wiesen (đạo diễn); Seth W. Owen (biên kịch); J. K. Simmons, Emile Hirsch, Analeigh Tipton, Taran Killam, Kristen Schaal | Hài                                                         | [ 118 ] [ 119 ] |
| T H Á N G B A   | 17              | After the Storm                            | Film Movement                                                                                             | Hirokazu Koreeda (đạo diễn/biên kịch); Hiroshi Abe, Kirin Kiki, Yōko Maki | Chính kịch                                                  | [ 120 ]         |
| T H Á N G B A   | 17              | The Devil's Candy                          | IFC Midnight                                                                                              | Sean Byrne (đạo diễn); Ethan Embry, Shiri Appleby, Kiara Glasco, Pruitt Taylor Vince, Craig Nigh, Marco Perella | Kinh dị                                                     | [ 121 ]         |
| T H Á N G B A   | 24              | Năm anh em siêu nhân                       | Lionsgate / Saban Capital Group                                                                           | Dean Israelite (đạo diễn); John Gatins (biên kịch); Dacre Montgomery, Naomi Scott, RJ Cyler, Becky G, Ludi Lin, Bill Hader, Bryan Cranston, Elizabeth Banks | Hành động, Phiêu lưu, Chính kịch, Siêu anh hùng             | [ 122 ] [ 123 ] |
| T H Á N G B A   | 24              | Mầm sống hiểm họa                          | Columbia Pictures / Skydance Media                                                                        | Daniel Espinosa (đạo diễn); Paul Wernick, Rhett Reese (biên kịch); Rebecca Ferguson, Jake Gyllenhaal, Ryan Reynolds, Hiroyuki Sanada | Kinh dị, Khoa học viễn tưởng                                | [ 124 ] [ 125 ] |
| T H Á N G B A   | 24              | CHiPs                                      | Warner Bros. / RatPac Entertainment                                                                       | Dax Shepard (đạo diễn/biên kịch); Dax Shepard, Michael Peña, Vincent D'Onofrio, Adam Brody, Rosa Salazar, Vida Guerra, Kristen Bell | Hài, Hành động                                              | [ 126 ] [ 127 ] |
| T H Á N G B A   | 24              | Wilson                                     | Fox Searchlight Pictures                                                                                  | Craig Johnson (đạo diễn); Daniel Clowes (biên kịch); Woody Harrelson, Laura Dern, Isabella Amara, Judy Greer, Cheryl Hines, Margo Martindale, David Warshofsky | Hài, Chính kịch                                             | [ 128 ] [ 129 ] |
| T H Á N G B A   | 24              | Victor                                     | Ocean Avenue Entertainment                                                                                | Brandon Dickerson (đạo diễn/biên kịch); Thomas Ward (biên kịch); Patrick Davis, Nick Eversman, Cortney Palm, Rick Gonzalez, Matt Marquez, Lisa Vidal, Josh Pence | Chính kịch                                                  | [ 130 ]         |
| T H Á N G B A   | 24              | House on Willow Street                     | IFC Midnight                                                                                              | Alastair Orr (đạo diễn/biên kịch); Jonathan Jordaan (biên kịch); Sharni Vinson, Carlyn Burchell, Steven Ward, Zino Ventura, Gustav Gerderner | Rùng rợn                                                    | [ 131 ]         |
| T H Á N G B A   | 24              | Car Dogs                                   | | Adam Collis (đạo diễn); Mark Edward King (biên kịch); Patrick J. Adams, George Lopez, Nia Vardalos, Octavia Spencer, Josh Hopkins, Dash Mihok, Chris Mulkey, Alessandra Torresani, Cory Hardrict, Stefanie Butler, Joe Massingill                                                              | Hài                                                         | [ 132 ]         |
| T H Á N G B A   | 24              | Walk of Fame                               | Level 33 Entertainment                                                                                    | Jesse Thomas (đạo diễn/biên kịch); Scott Eastwood, Malcolm McDowell, Chris Kattan, Laura Ashley Samuels, Jamie Kennedy, Cory Hardrict | Hài, Lãng mạn                                               | [ 133 ]         |
| T H Á N G B A   | 31              | Vỏ bọc ma                                  | Paramount Pictures / DreamWorks / Reliance Entertainment                                                  | Rupert Sanders (đạo diễn); Jamie Moss, William Wheeler, Ehren Kruger (biên kịch); Scarlett Johansson, Takeshi Kitano, Michael Pitt, Pilou Asbæk, Chin Han, Juliette Binoche, Rila Fukushima, Anamaria Marinca, Kaori Momoi                                                                     | Hành động, Phiêu lưu, Tội phạm, Khoa học viễn tưởng         |                 |
| T H Á N G B A   | 31              | Nhóc trùm                                  | 20th Century Fox / DreamWorks Animation                                                                   | Tom McGrath (đạo diễn); Michael McCullers (biên kịch); Alec Baldwin, Steve Buscemi, Tobey Maguire, Jimmy Kimmel, Lisa Kudrow | Hoạt hình, Hài                                              | [ 134 ] [ 135 ] |
| T H Á N G B A   | 31              | The Zookeeper's Wife                       | Focus Features                                                                                            | Niki Caro (đạo diễn); Angela Workman (biên kịch); Jessica Chastain, Johan Heldenbergh, Daniel Brühl, Michael McElhatton | Chiến tranh, Chính kịch                                     | [ 136 ] [ 137 ] |
| T H Á N G B A   | 31              | The Blackcoat's Daughter                   | A24 | Oz Perkins (đạo diễn/biên kịch); Emma Roberts, Kiernan Shipka, Lucy Boynton, Lauren Holly, James Remar | Kinh dị, Rùng rợn                                           | [ 138 ]         |
| T H Á N G B A   | 31              | The Discovery                              | Netflix                                                                                                   | Charlie McDowell (đạo diễn/biên kịch); Justin Lader (biên kịch); Jason Segel, Rooney Mara, Robert Redford, Jesse Plemons, Riley Keough | Lãng mạn, Chính kịch, Khoa học viễn tưởng                   | [ 139 ]         |
| T H Á N G B A   | 31              | The Death of Louis XIV                     | Cinema Guild                                                                                              | Albert Serra (đạo diễn); Jean-Pierre Léaud | Chính kịch                                                  | [ 140 ]         |
| T H Á N G B A   | 31              | Carrie Pilby                               | The Orchard                                                                                               | Susan Johnson (đạo diễn); Bel Powley, Vanessa Bayer, Colin O'Donoghue, William Moseley, Jason Ritter, Gabriel Byrne, Nathan Lane | Hài, Lãng mạn                                               | [ 141 ]         |

### Tháng tư–Tháng sáu
| Ngày công chiếu | Ngày công chiếu | Tựa đề                                      | Hãng phát hành                                                                                        | Diễn viên và người thực hiện | Thể loại                                                            | Nguồn           |
| --------------- | --------------- | ------------------------------------------- | --- | --- | ------------------------------------------------------------------- | --------------- |
| T H Á N G T Ư   | 7               | The Case for Christ                         | Pure Flix Entertainment                                                                               | Jon Gunn (đạo diễn); Brian Bird (biên kịch); Mike Vogel, Erika Christensen, Robert Forster, Faye Dunaway, Grant Goodeve | Chính kịch                                                          | [ 142 ]         |
| T H Á N G T Ư   | 7               | Rocky Mental                                | RAJAT FILMS                                                                                           | Vijaya Saini (đạo diễn); PARMISH VERMA (biên kịch); Mike Vogel, Erika Christensen, Robert Forster, Faye Dunaway, Grant Goodeve | Chính kịch                                                          | [ 142 ]         |
| T H Á N G T Ư   | 7               | Xì Trum: Ngôi làng kỳ bí                    | Columbia Pictures / Sony Pictures Animation / The Kerner Entertainment Company                        | Kelly Asbury (đạo diễn); Stacey Harmon, Pamela Ribon (biên kịch); Demi Lovato, Mandy Patinkin, Jack McBrayer, Danny Pudi, Joe Manganiello, Rainn Wilson, Ariel Winter | Hoạt hình, Hài, Kỳ ảo, Gia đình                                     | [ 143 ] [ 144 ] |
| T H Á N G T Ư   | 7               | Già gân trả đũa                             | Warner Bros. / New Line Cinema / Village Roadshow Pictures / RatPac Entertainment / De Line Pictures  | Zach Braff (đạo diễn); Theodore Melfi (biên kịch); Morgan Freeman, Michael Caine, Alan Arkin, Joey King, Matt Dillon, Ann-Margret, Christopher Lloyd, Siobhan Fallon Hogan, John Ortiz, Peter Serafinowicz                                                                           | Hài, Tội phạm                                                       | [ 146 ] [ 147 ] |
| T H Á N G T Ư   | 7               | Cô gái và gã khổng lồ                       | Neon                                                                                                  | Nacho Vigalondo (đạo diễn/biên kịch); Anne Hathaway, Jason Sudeikis, Dan Stevens, Austin Stowell, Tim Blake Nelson | Khoa học viễn tưởng, Hài                                            | [ 148 ] [ 149 ] |
| T H Á N G T Ư   | 7               | Gifted                                      | Fox Searchlight Pictures / TSG Entertainment                                                          | Marc Webb (đạo diễn); Tom Flynn (biên kịch); Chris Evans, Mckenna Grace, Jenny Slate, Lindsay Duncan, Octavia Spencer | Chính kịch                                                          | [ 150 ] [ 151 ] |
| T H Á N G T Ư   | 7               | Sau thảm họa                                | Lionsgate Premiere                                                                                    | Elliott Lester (đạo diễn); Javier Gullón (biên kịch); Arnold Schwarzenegger, Scoot McNairy, Maggie Grace, Martin Donovan | Chính kịch, Rùng rợn                                                | [ 152 ]         |
| T H Á N G T Ư   | 7               | Your Name – Tên cậu là gì?                  | Funimation Films                                                                                      | Makoto Shinkai (đạo diễn/biên kịch) | Hoạt hình, Lãng mạn, Kỳ ảo, Hài, Chính kịch                         | [ 153 ]         |
| T H Á N G T Ư   | 14              | Fast & Furious 8                            | Universal Pictures / Original Film / One Race Films                                                   | F. Gary Gray (đạo diễn); Chris Morgan (biên kịch); Vin Diesel, Dwayne Johnson, Michelle Rodriguez, Kurt Russell, Charlize Theron, Jason Statham, Helen Mirren, Tyrese Gibson, Chris Bridges, Elsa Pataky, Nathalie Emmanuel, Scott Eastwood, Kristofer Hivju                         | Hành động, Phiêu lưu                                                | [ 154 ] [ 155 ] |
| T H Á N G T Ư   | 14              | Spark: Thiên du ký                          | Open Road Films / ToonBox Entertainment                                                               | Aaron Woodley (đạo diễn/biên kịch); Jace Norman, Jessica Biel, Susan Sarandon, Patrick Stewart, Hilary Swank | Khoa học viễn tưởng, Hoạt hình, Hài                                 | [ 156 ]         |
| T H Á N G T Ư   | 14              | Thành phố vàng đã mất                       | Plan B Entertainment                                                                                  | James Gray (đạo diễn/biên kịch); Charlie Hunnam, Robert Pattinson, Tom Holland, Sienna Miller | Phiêu lưu, Chính kịch                                               | [ 157 ] [ 158 ] |
| T H Á N G T Ư   | 14              | My Entire High School Sinking Into the Sea  | GKIDS                                                                                                 | Dash Shaw (đạo diễn/biên kịch); Jason Schwartzman, Reggie Watts, Lena Dunham, Maya Rudolph, Susan Sarandon, Thomas Jay Ryan, Alex Karpovsky, John Cameron Mitchell | Hoạt hình, Hài                                                      | [ 159 ]         |
| T H Á N G T Ư   | 14              | The Outcasts                                | Swen Group                                                                                            | Peter Hutchings (đạo diễn); Dominique Ferrari, Suzanne Wrubel (biên kịch); Victoria Justice, Eden Sher, Ashley Rickards, Claudia Lee, Katie Chang, Peyton List, Avan Jogia, Will Peltz, Harry Katzman                                                                                | Hài                                                                 | [ 160 ] [ 161 ] |
| T H Á N G T Ư   | 21              | Born in China                               | Disneynature                                                                                          | Lu Chuan (đạo diễn); David Fowler (biên kịch); John Krasinski, Châu Tấn (narrator) | Tài liệu                                                            | [ 162 ]         |
| T H Á N G T Ư   | 21              | Unforgettable                               | Warner Bros. / RatPac Entertainment                                                                   | Denise Di Novi (đạo diễn); David Leslie Johnson, Christina Hodson (biên kịch); Katherine Heigl, Rosario Dawson, Geoff Stults, Isabella Rice, Cheryl Ladd, Simon Kassianides, Whitney Cummings, Robert Wisdom                                                                         | Kinh dị                                                             | [ 163 ] [ 164 ] |
| T H Á N G T Ư   | 21              | Free Fire                                   | StudioCanal UK                                                                                        | Ben Wheatley (đạo diễn/biên kịch); Ann Jump (biên kịch); Brie Larson, Sharlto Copley, Armie Hammer, Cillian Murphy, Jack Reynor | Hành động, Rùng rợn                                                 | [ 165 ] [ 166 ] |
| T H Á N G T Ư   | 21              | The Promise                                 | Open Road Films                                                                                       | Terry George (đạo diễn/biên kịch); Robin Swicord (biên kịch); Oscar Isaac, Charlotte Le Bon, Christian Bale, Daniel Giménez Cacho, Shohreh Aghdashloo, Rade Šerbedžija | Chính kịch                                                          | [ 167 ]         |
| T H Á N G T Ư   | 28              | Vòng xoay ảo                                | STX Entertainment / EuropaCorp / Image Nation / Playtone / Likely Story                               | James Ponsoldt (đạo diễn/biên kịch); Tom Hanks, Emma Watson, John Boyega, Karen Gillan, Patton Oswalt, Bill Paxton | Khoa học viễn tưởng, Chính kịch                                     | [ 168 ] [ 169 ] |
| T H Á N G T Ư   | 28              | How to Be a Latin Lover                     | Pantelion Films                                                                                       | Ken Marino (đạo diễn); Chris Spain, Jon Zack (biên kịch); Eugenio Derbez, Salma Hayek, Raphael Alejandro, Rob Lowe, Kristen Bell, Raquel Welch, Rob Riggle, Renée Taylor, Rob Huebel, Michaela Watkins, Linda Lavin                                                                  | Hài                                                                 | [ 170 ]         |
| T H Á N G T Ư   | 28              | Baahubali 2: The Conclusion                 | Arka Media Works                                                                                      | S. S. Rajmouli (đạo diễn); Prabhas, Rana Daggubati, Ramya Krishna, Anushka Shetty, Tamannah, Nassar, Sathyaraj | Hành động, Chính kịch, Lãng mạn                                     | [ 171 ]         |
| T H Á N G T Ư   | 28              | Sleight                                     | BH Tilt / WWE Studios                                                                                 | J.D. Dillard (đạo diễn/biên kịch); Jacob Latimore, Seychelle Gabriel, Dulé Hill, Storm Reid, Sasheer Zamata, Michael Villar | Khoa học viễn tưởng, Chính kịch                                     | [ 172 ] [ 173 ] |
| T H Á N G N Ă M | 5               | Dangal                                      | Aamir Khan Productions / UTV Motion Pictures / Walt Disney Pictures                                   | Nitesh Tiwari (đạo diễn/biên kịch); Aamir Khan, Zaira Wasim, Suhani Bhatnagar, Fatima Sana Shaikh, Sanya Malhotra, Sakshi Tanwar | Thể thao, Chính kịch                                                | [ 174 ]         |
| T H Á N G N Ă M | 5               | Vệ binh dải Ngân Hà 2                       | Marvel Studios                                                                                        | James Gunn (đạo diễn/biên kịch); Chris Pratt, Zoe Saldana, Dave Bautista, Vin Diesel, Bradley Cooper, Michael Rooker, Karen Gillan, Sean Gunn, Pom Klementieff, Elizabeth Debicki, Chris Sullivan, Sylvester Stallone, Kurt Russell                                                  | Siêu anh hùng, Hài, Phiêu lưu, Khoa học viễn tưởng                  | [ 175 ]         |
| T H Á N G N Ă M | 5               | The Lovers                                  | A24                                                                                                   | Azazel Jacobs (đạo diễn/biên kịch); Debra Winger, Tracy Letts, Aidan Gillen, Melora Walters, Tyler Ross, Jessica Sula | Hài, Lãng mạn                                                       | [ 176 ] [ 177 ] |
| T H Á N G N Ă M | 5               | 3 Generations                               | The Weinstein Company                                                                                 | Gaby Dellal (director/screeplay); Naomi Watts, Elle Fanning, Susan Sarandon, Tate Donovan, Linda Emond, Sam Trammell | Chính kịch                                                          | [ 178 ]         |
| T H Á N G N Ă M | 12              | Huyền thoại vua Arthur: Thanh gươm trong đá | Warner Bros. / Village Roadshow Pictures / RatPac Entertainment / Weed Road Pictures                  | Guy Ritchie (đạo diễn); Joby Harold (biên kịch); Charlie Hunnam, Aidan Gillen, Àstrid Bergès-Frisbey, Eric Bana, Jude Law, Djimon Hounsou, Kingsley Ben-Adir, Neil Maskell, Millie Brady, David Beckham, Katie McGrath, Michael McElhatton                                           | Hành động, Phiêu lưu, Epic                                          | [ 179 ] [ 180 ] |
| T H Á N G N Ă M | 12              | Snatched                                    | 20th Century Fox / TSG Entertainment / Chernin Entertainment                                          | Jonathan Levine (đạo diễn); Katie Dippold, Amy Schumer, Kim Caramele (biên kịch); Amy Schumer, Goldie Hawn, Christopher Meloni, Ike Barinholtz, Óscar Jaenada, Wanda Sykes | Hài                                                                 | [ 181 ] [ 182 ] |
| T H Á N G N Ă M | 12              | Lowriders                                   | BH Tilt / Imagine Entertainment                                                                       | Ricardo de Montreuil (đạo diễn); Justin Tipping (biên kịch); Demián Bichir, Gabriel Chavarria, Theo Rossi, Melissa Benoist, Tony Revolori, Eva Longoria, Cress Williams, Yvette Monreal                                                                                              | Chính kịch                                                          | [ 183 ]         |
| T H Á N G N Ă M | 12              | The Wall                                    | Roadside Attractions                                                                                  | Doug Liman (đạo diễn); Dwain Worrell (biên kịch); Aaron Taylor-Johnson, John Cena | Chính kịch, Rùng rợn                                                | [ 184 ] [ 185 ] |
| T H Á N G N Ă M | 12              | Paris Can Wait                              | Sony Pictures Classics                                                                                | Eleanor Coppola (đạo diễn/biên kịch); Diane Lane, Alec Baldwin, Arnaud Viard | Hài, Lãng mạn                                                       | [ 186 ]         |
| T H Á N G N Ă M | 19              | Quái vật không gian                         | 20th Century Fox / TSG Entertainment / Scott Free Productions                                         | Ridley Scott (đạo diễn); Michael Green, Jack Paglen (biên kịch); Michael Fassbender, Katherine Waterston, Demián Bichir, Billy Crudup, Danny McBride, Jussie Smollett, Amy Seimetz, Carmen Ejogo, Callie Hernandez, Alex England, James Franco                                       | Khoa học viễn tưởng, Kinh dị                                        | [ 187 ]         |
| T H Á N G N Ă M | 19              | Diary of a Wimpy Kid: The Long Haul         | 20th Century Fox                                                                                      | David Bowers (đạo diễn); Adam Sztykiel, Brett Baer, Dave Finkel (biên kịch); Jason Ian Drucker, Owen Asztalo, Charlie Wright, Alicia Silverstone, Tom Everett Scott | Hài, Gia đình                                                       | [ 188 ]         |
| T H Á N G N Ă M | 19              | Everything, Everything                      | Warner Bros. / Metro-Goldwyn-Mayer                                                                    | Stella Meghie (đạo diễn); J. Mills Goodloe (biên kịch); Amandla Stenberg, Nick Robinson, Anika Noni Rose, Ana de la Reguera, Danube Hermosillo | Lãng mạn, Chính kịch                                                | [ 189 ] [ 190 ] |
| T H Á N G N Ă M | 19              | Wakefield                                   | IFC Films                                                                                             | Robin Swicord (đạo diễn/biên kịch); Bryan Cranston, Jennifer Garner, Victoria Bruno, Pippa Bennett-Warner | Chính kịch                                                          | [ 191 ]         |
| T H Á N G N Ă M | 25              | Đội cứu hộ bãi biển                         | Paramount Pictures / Uncharted / The Montecito Picture Company                                        | Seth Gordon (đạo diễn); Mark Swift và Damian Shannon (biên kịch); Dwayne Johnson, Zac Efron, Priyanka Chopra, Alexandra Daddario, Kelly Rohrbach, Yahya Abdul-Mateen II, Ilfenesh Hadera, Jon Bass                                                                                   | Hài                                                                 | [ 192 ] [ 193 ] |
| T H Á N G N Ă M | 26              | Pirates of the Caribbean: Salazar báo thù   | Walt Disney Pictures / Jerry Bruckheimer Films                                                        | Joachim Rønning, Espen Sandberg (đạo diễn); Jeff Nathanson (biên kịch); Johnny Depp, Javier Bardem, Orlando Bloom, Brenton Thwaites, Kaya Scodelario, Geoffrey Rush, Kevin McNally, Stephen Graham, Martin Klebba, Paul McCartney                                                    | Hành động, Phiêu lưu, Kỳ ảo, Hài                                    | [ 194 ] [ 195 ] |
| T H Á N G N Ă M | 26              | Buena Vista Social Club: Adios              | Broad Green Pictures                                                                                  | Lucy Walker (đạo diễn) | Tài liệu                                                            | [ 196 ]         |
| T H Á N G N Ă M | 26              | War Machine                                 | Netflix / Plan B Entertainment                                                                        | David Michôd (đạo diễn/biên kịch); Michael Hastings (book); Brad Pitt, Anthony Michael Hall, Topher Grace, Anthony Hayes, John Magaro, Emory Cohen, Daniel Betts, Lakeith Stanfield, RJ Cyler, Aymen Hamdouchi, Alan Ruck, Meg Tilly, Will Poulter, Ben Kingsley, Tilda Swinton      | Hài, Chính kịch, Chiến tranh                                        | [ 197 ]         |
| T H Á N G S Á U | 2               | Wonder Woman: Nữ thần chiến binh            | Warner Bros. / RatPac Entertainment / DC Entertainment                                                | Patty Jenkins (đạo diễn); Allan Heinberg (biên kịch); Gal Gadot, Chris Pine, Connie Nielsen, Robin Wright, Lucy Davis, Lisa Loven Kongsli, Danny Huston, David Thewlis, Ewen Bremner, Saïd Taghmaoui, Elena Anaya                                                                    | Siêu anh hùng, Hành động, Phiêu lưu, Kỳ ảo, Chính kịch, Chiến tranh | [ 198 ] [ 199 ] |
| T H Á N G S Á U | 2               | Captain Underpants: The First Epic Movie    | 20th Century Fox / DreamWorks Animation                                                               | David Soren, Rob Letterman (đạo diễn); Nicholas Stoller (biên kịch); Ed Helms, Kevin Hart, Thomas Middleditch, Nick Kroll, Anna Kendrick, Jordan Peele, Kristen Schaal | Hoạt hình, Hành động, Hài, Gia đình                                 | [ 200 ]         |
| T H Á N G S Á U | 2               | Dean                                        | CBS Films / Lionsgate                                                                                 | Demetri Martin (đạo diễn/biên kịch); Demetri Martin, Kevin Kline, Gillian Jacobs, Mary Steenburgen, Reid Scott, Rory Scovel, Christine Woods, Ginger Gonzaga, Peter Scolari, Briga Heelan                                                                                            | Hài, Chính kịch, Lãng mạn                                           | [ 201 ]         |
| T H Á N G S Á U | 2               | The Recall                                  | Minds Eye Entertainment / Bridgegate Pictures                                                         | Mauro Borrelli (đạo diễn/biên kịch), Travis Cloyd (executive producer); Wesley Snipes, R. J. Mitte, Jedidiah Goodacre | Khoa học viễn tưởng, Kinh dị                                        | [ 202 ]         |
| T H Á N G S Á U | 9               | Xác ướp                                     | Universal Pictures / K/O Paper Products                                                               | Alex Kurtzman (đạo diễn); Jon Spaihts, Christopher McQuarrie (biên kịch); Tom Cruise, Russell Crowe, Sofia Boutella, Annabelle Wallis, Jake Johnson, Marwan Kenzari, Courtney B. Vance                                                                                               | Hành động, Phiêu lưu, Kinh dị                                       | [ 203 ] [ 204 ] |
| T H Á N G S Á U | 9               | It Comes at Night                           | A24                                                                                                   | Trey Edward Shults (đạo diễn); Joel Edgerton, Riley Keough, Christopher Abbott, Kelvin Harrison Jr., Carmen Ejogo | Kinh dị, Bí ẩn                                                      | [ 205 ]         |
| T H Á N G S Á U | 9               | My Cousin Rachel                            | Fox Searchlight Pictures                                                                              | Roger Michell (đạo diễn/biên kịch); Rachel Weisz, Sam Claflin, Iain Glen, Holliday Grainger | Chính kịch                                                          | [ 206 ]         |
| T H Á N G S Á U | 9               | Megan Leavey                                | Bleecker Street                                                                                       | Gabriela Cowperthwaite (đạo diễn); Annie Mumolo (biên kịch); Kate Mara, Edie Falco, Common, Ramón Rodríguez, Tom Felton | Tiểu sử, Chiến tranh                                                | [ 207 ]         |
| T H Á N G S Á U | 9               | Beatriz at Dinner                           | Roadside Attractions                                                                                  | Miguel Arteta (đạo diễn); Mike White (biên kịch); Salma Hayek, Chloë Sevigny, Connie Britton, John Lithgow, Jay Duplass, David Warshofsky, Amy Landecker, John Early | Hài, Chính kịch                                                     | [ 208 ] [ 209 ] |
| T H Á N G S Á U | 16              | Vương quốc xe hơi 3                         | Walt Disney Pictures / Pixar                                                                          | Brian Fee (đạo diễn); Kiel Murray, Bob Peterson, Mike Rich (biên kịch); Owen Wilson, Larry the Cable Guy, Bonnie Hunt, Cheech Marin, Michael Wallis, Cristela Alonzo, Armie Hammer, Paul Dooley                                                                                      | Hoạt hình, Thể thao, Hài                                            | [ 210 ] [ 211 ] |
| T H Á N G S Á U | 16              | Tiệc độc thân nhớ đời                       | Columbia Pictures                                                                                     | Lucia Aniello (đạo diễn/biên kịch); Paul W. Downs (biên kịch); Scarlett Johansson, Zoë Kravitz, Kate McKinnon, Jillian Bell, Ilana Glazer, Paul W. Downs, Demi Moore, Ty Burrell, Colton Haynes                                                                                      | Hài                                                                 | [ 212 ] [ 213 ] |
| T H Á N G S Á U | 16              | All Eyez on Me                              | Summit Entertainment / Morgan Creek Productions / Codeblack Films                                     | Benny Boom (đạo diễn); Ed Gonzalez, Jeremy Haft (biên kịch); Demetrius Shipp Jr., Kat Graham, Lauren Cohan, Hill Harper, Danai Gurira | Tiểu sử, Chính kịch                                                 | [ 214 ] [ 215 ] |
| T H Á N G S Á U | 16              | Hung thần đại dương                         | Entertainment Studios                                                                                 | Johannes Roberts (đạo diễn); Johannes Roberts, Ernest Riera (biên kịch); Mandy Moore, Claire Holt, Matthew Modine | Kinh dị                                                             | [ 216 ]         |
| T H Á N G S Á U | 16              | The Book of Henry                           | Focus Features                                                                                        | Colin Trevorrow (đạo diễn); Gregg Hurwitz (biên kịch); Naomi Watts, Jacob Tremblay, Jaeden Lieberher, Dean Norris, Maddie Ziegler, Sarah Silverman, Lee Pace, Bobby Moynihan, Tonya Pinkins                                                                                          | Chính kịch                                                          | [ 217 ]         |
| T H Á N G S Á U | 21              | Transformers: Chiến binh cuối cùng          | Paramount Pictures                                                                                    | Michael Bay (đạo diễn); Ken Nolan, Art Marcum and Matt Holloway (biên kịch); Mark Wahlberg, Anthony Hopkins, Isabela Moner, Josh Duhamel, John Turturro, Stanley Tucci, Mitch Pileggi, Jerrod Carmichael, Laura Haddock, Santiago Cabrera, Peter Cullen, John Goodman, John DiMaggio | Hành động, Phiêu lưu, Khoa học viễn tưởng                           | [ 218 ] [ 219 ] |
| T H Á N G S Á U | 23              | Những kẻ khát tình                          | Focus Features                                                                                        | Sofia Coppola (đạo diễn/biên kịch); Colin Farrell, Nicole Kidman, Kirsten Dunst, Elle Fanning, Angourie Rice, Oona Laurence | Chính kịch, Phương Đông                                             | [ 220 ] [ 221 ] |
| T H Á N G S Á U | 23              | The Big Sick                                | Lionsgate                                                                                             | Michael Showalter (đạo diễn); Kumail Nanjiani, Emily V. Gordon (biên kịch); Kumail Nanjiani, Zoe Kazan, Holly Hunter, Ray Romano | Lãng mạn, Hài, Chính kịch                                           | [ 222 ]         |
| T H Á N G S Á U | 23              | The Bad Batch                               | Neon                                                                                                  | Ana Lily Amirpour (đạo diễn/biên kịch); Suki Waterhouse, Jason Momoa, Giovanni Ribisi, Yolonda Ross, Diego Luna, Keanu Reeves, Jim Carrey | Lãng mạn, Kinh dị, Rùng rợn                                         | [ 223 ] [ 224 ] |
| T H Á N G S Á U | 28              | Quái xế Baby                                | TriStar Pictures / Media Rights Capital / Working Title Films                                         | Edgar Wright (đạo diễn/biên kịch); Ansel Elgort, Lily James, Jamie Foxx, Jon Hamm, Kevin Spacey, Jon Bernthal, Eiza González | Hài, Hành động, Tội phạm                                            | [ 225 ]         |
| T H Á N G S Á U | 28              | Okja                                        | Netflix / Plan B Entertainment                                                                        | Bong Joon-ho (đạo diễn/biên kịch); Jon Ronson (biên kịch); Tilda Swinton, Paul Dano, Ahn Seo-hyun, Byun Hee-bong, Steven Yeun, Lily Collins, Yoon Je-moon, Shirley Henderson, Daniel Henshall, Devon Bostick, Choi Woo-shik, Giancarlo Esposito, Jake Gyllenhaal                     | Hành động, Phiêu lưu, Chính kịch, Kỳ ảo                             | [ 225 ]         |
| T H Á N G S Á U | 30              | Kẻ trộm mặt trăng 3                         | Universal Pictures / Illumination Entertainment                                                       | Pierre Coffin, Kyle Balda (đạo diễn), Eric Guillon (đồng đạo diễn); Cinco Paul, Ken Daurio (biên kịch); Steve Carell, Kristen Wiig, Trey Parker, Miranda Cosgrove, Dana Gaier, Nev Scharrel, Steve Coogan, Jenny Slate, Julie Andrews                                                | Hoạt hình, Hài, Phiêu lưu, Hành động                                | [ 226 ] [ 227 ] |
| T H Á N G S Á U | 30              | The House                                   | Warner Bros. / New Line Cinema / Village Roadshow Pictures / Good Universe / Gary Sanchez Productions | Andrew J. Cohen (đạo diễn/biên kịch); Brendan O'Brien (biên kịch); Will Ferrell, Amy Poehler, Ryan Simpkins, Jason Mantzoukas, Nick Kroll, Cedric Yarbrough, Jeremy Renner | Hài                                                                 | [ 228 ] [ 229 ] |
| T H Á N G S Á U | 30              | The Little Hours                            | Gunpowder & Sky                                                                                       | Jeff Baena (đạo diễn/biên kịch); Alison Brie, Dave Franco, Kate Micucci, Aubrey Plaza, John C. Reilly, Molly Shannon, Fred Armisen, Jemima Kirke, Lauren Weedman, Nick Offerman, Paul Reiser, Adam Pally, Paul Weitz, Jon Gabrus                                                     | Hài                                                                 | [ 230 ] [ 231 ] |
| T H Á N G S Á U | 30              | Ác phụ                                      | Lionsgate Premiere                                                                                    | Jonathan Baker (đạo diễn); Chloe King (biên kịch); Nicolas Cage, Faye Dunaway, Gina Gershon, Natalie Eva Marie | Chính kịch, Rùng rợn                                                | [ 232 ]         |
| T H Á N G S Á U | 30              | 2:22 – Thời khắc định mệnh                  | Magnet Releasing                                                                                      | Paul Currie (đạo diễn); Nathan Parker, Todd Stein (biên kịch); Michiel Huisman, Teresa Palmer, Sam Reid, Simone Kessell, Maeve Dermody, Kerry Armstrong, John Waters | Chính kịch, Rùng rợn                                                | [ 233 ]         |

### Tháng bảy–Tháng chín
| Ngày công chiếu   | Ngày công chiếu | Tựa đề                                 | Hãng phát hành                                                                        | Diễn viên và người thực hiện | Thể loại                                                               | Nguồn   |
| ----------------- | --------------- | -------------------------------------- | ------------------------------------------------------------------------------------- | --- | ---------------------------------------------------------------------- | ------- |
| T H Á N G B Ả Y   | 7               | A Ghost Story                          | A24                                                                                   | David Lowery (đạo diễn/biên kịch); Casey Affleck, Rooney Mara | Chính kịch, Kỳ ảo, Kinh dị, Lãng mạn                                   | [ 234 ] |
| T H Á N G B Ả Y   | 7               | Người Nhện: Trở về nhà                 | Columbia Pictures / Marvel Studios                                                    | Jon Watts (đạo diễn/biên kịch); John Francis Daley, Jonathan M. Goldstein, Christopher Ford, Chris McKenna, Erik Sommers (biên kịch); Tom Holland, Michael Keaton, Zendaya, Donald Glover, Jacob Batalon, Laura Harrier, Tony Revolori, Tyne Daly, Bokeem Woodbine, Marisa Tomei, Robert Downey Jr. | Hành động, Phiêu lưu, Siêu anh hùng, Hài                               | [ 234 ] |
| T H Á N G B Ả Y   | 14              | Đại chiến hành tinh khỉ                | 20th Century Fox / Chernin Entertainment / TSG Entertainment                          | Matt Reeves (đạo diễn/biên kịch); Mark Bomback (biên kịch); Andy Serkis, Gabriel Chavarria, Woody Harrelson, Judy Greer, Steve Zahn | Khoa học viễn tưởng, Phiêu lưu, Chính kịch, Hành động                  | [ 235 ] |
| T H Á N G B Ả Y   | 14              | Chiếc hộp ma quái                      | Broad Green Pictures / Orion Pictures                                                 | John Leonetti (đạo diễn); Barbara Marshall (biên kịch); Joey King, Ryan Phillippe, Ki Hong Lee, Mitchell Slaggert, Shannon Purser, Sydney Park, Kevin Hanchard, Sherilyn Fenn | Rùng rợn, Kinh dị                                                      | [ 236 ] |
| T H Á N G B Ả Y   | 21              | Cuộc di tản Dunkirk                    | Warner Bros.                                                                          | Christopher Nolan (đạo diễn/biên kịch); Fionn Whitehead, Tom Hardy, Cillian Murphy, Mark Rylance, Kenneth Branagh, Harry Styles, James D'Arcy, Jack Lowden, Kevin Guthrie | Hành động, Chiến tranh, Chính kịch, Lịch sử, Phiêu lưu, Rùng rợn       | [ 237 ] |
| T H Á N G B Ả Y   | 21              | Valerian và thành phố ngàn hành tinh   | STX Entertainment / EuropaCorp                                                        | Luc Besson (đạo diễn/biên kịch); Dane DeHaan, Cara Delevingne, Clive Owen, Rihanna, Ethan Hawke, Herbie Hancock, Ngô Diệc Phàm, Rutger Hauer | Khoa học viễn tưởng, Hành động, Phiêu lưu                              | [ 238 ] |
| T H Á N G B Ả Y   | 21              | Girls Trip                             | Universal Studios / Perfect World Pictures / Will Packer Productions                  | Malcolm D. Lee (đạo diễn); Kenya Barris, Tracy Oliver (biên kịch); Regina Hall, Queen Latifah, Jada Pinkett Smith, Tiffany Haddish, Larenz Tate, Mike Colter, Kofi Siriboe | Lãng mạn, Hài                                                          | [ 239 ] |
| T H Á N G B Ả Y   | 21              | Đòn quyết định                         | Lionsgate Premiere                                                                    | Steven C. Miller (đạo diễn); Nick Gordon (biên kịch); Hayden Christensen, Bruce Willis, Gethin Anthony, Megan Leonard, Tyler Jon Olson, Shea Buckner, Ty Shelton | Rùng rợn, Hành động                                                    | [ 240 ] |
| T H Á N G B Ả Y   | 28              | Điệp viên báo thù                      | Focus Features                                                                        | David Leitch (đạo diễn); Kurt Johnstad (biên kịch); Charlize Theron, James McAvoy, John Goodman, Sofia Boutella, Toby Jones, Eddie Marsan | Spy, Hành động, Rùng rợn                                               | [ 241 ] |
| T H Á N G B Ả Y   | 28              | Đội quân cảm xúc                       | Columbia Pictures / Sony Pictures Animation                                           | Tony Leondis (đạo diễn/biên kịch); Eric Siegel, Mike White (biên kịch); T. J. Miller, Anna Faris, James Corden, Jennifer Coolidge, Rob Riggle, Steven Wright, Patrick Stewart | Hoạt hình, Hài, Phiêu lưu                                              | [ 242 ] |
| T H Á N G B Ả Y   | 28              | An Inconvenient Sequel: Truth to Power | Paramount Pictures / Participant Media                                                | Bonni Cohen (đạo diễn); Al Gore | Tài liệu                                                               | [ 243 ] |
| T H Á N G B Ả Y   | 28              | Detroit                                | Annapurna Pictures                                                                    | Kathryn Bigelow (đạo diễn); Mark Boal (biên kịch); John Boyega, Will Poulter, Algee Smith, Jacob Latimore, Jason Mitchell, Hannah Murray, Kaitlyn Dever, Jack Reynor, Ben O'Toole, John Krasinski, Anthony Mackie                                                                                   | Tội phạm, Chính kịch                                                   | [ 244 ] |
| T H Á N G B Ả Y   | 28              | Brigsby Bear                           | Sony Pictures Classics                                                                | Dave McCary (đạo diễn); Kyle Mooney, Kevin Costello (biên kịch); Kyle Mooney, Mark Hamill, Claire Danes, Greg Kinnear, Andy Samberg, Matt Walsh, Michaela Watkins, Beck Bennett | Hài, Chính kịch                                                        | [ 245 ] |
| T H Á N G B Ả Y   | 28              | Menashe                                | A24                                                                                   | Joshua Z. Weinstein (đạo diễn); Joshua Z. Weinstein, Alex Lipschultz, Musa Syeed (biên kịch); Menashe Lustig, Ruben Nidorski, Yoel Weisshaus, Meyer Schwartz | Chính kịch                                                             | [ 246 ] |
| T H Á N G T Á M   | 4               | Tòa tháp bóng đêm                      | Columbia Pictures / Media Rights Capital / Imagine Entertainment / Weed Road Pictures | Nikolaj Arcel (đạo diễn/biên kịch); Jeff Pinkner (biên kịch); Idris Elba, Matthew McConaughey, Tom Taylor, Abbey Lee Kershaw, Katheryn Winnick, Jackie Earle Haley, Claudia Kim | Hành động, Kỳ ảo, Phiêu lưu, Kinh dị, Khoa học viễn tưởng, Phương Đông | [ 247 ] |
| T H Á N G T Á M   | 4               | Bắt cóc                                | Aviron Pictures                                                                       | Luis Prieto (đạo diễn); Knate Gwaltney (biên kịch); Halle Berry, Sage Correa, Lew Temple, Chris McGinn | Hành động, Rùng rợn                                                    | [ 248 ] |
| T H Á N G T Á M   | 4               | Step                                   | Fox Searchlight Pictures                                                              | Amanda Lipitz (đạo diễn); Blessin Giraldo, Cori Grainger, Tayla Solomon, Gari McIntyre, Paula Dofat | Tài liệu                                                               | [ 249 ] |
| T H Á N G T Á M   | 4               | Vùng đất tử thần                       | The Weinstein Company                                                                 | Taylor Sheridan (đạo diễn/biên kịch); Jeremy Renner, Elizabeth Olsen, Jon Bernthal, Kelsey Chow | Chính kịch, Rùng rợn                                                   | [ 250 ] |
| T H Á N G T Á M   | 4               | Armed Response                         | Saban Films / WWE Films                                                               | John Stockwell (đạo diễn); Matt Savelloni (biên kịch); Wesley Snipes, Anne Heche, Dave Annable, Seth Rollins, Gene Simmons, Mo Gallini | Rùng rợn, Khoa học viễn tưởng, Hành động                               | [ 251 ] |
| T H Á N G T Á M   | 11              | Annabelle: Tạo vật quỷ dữ              | Warner Bros. / New Line Cinema / RatPac Entertainment                                 | David F. Sandberg (đạo diễn); Gary Dauberman (biên kịch); Miranda Otto, Anthony LaPaglia, Stephanie Sigman, Talitha Bateman, Lulu Wilson, Tayler Buck, Alicia Vela-Bailey | Kinh dị                                                                | [ 252 ] |
| T H Á N G T Á M   | 11              | The Glass Castle                       | Lionsgate                                                                             | Destin Daniel Cretton (đạo diễn/biên kịch); Marti Noxon, Andrew Lanham (biên kịch); Brie Larson, Naomi Watts, Woody Harrelson, Sarah Snook | Chính kịch                                                             | [ 253 ] |
| T H Á N G T Á M   | 11              | Phi vụ hạt dẻ 2: Công viên đại chiến   | Open Road Films / ToonBox Entertainment                                               | Cal Brunker (đạo diễn/biên kịch); Bob Barlen, Scott Bindley (biên kịch); Will Arnett, Katherine Heigl, Maya Rudolph, Sebastian Maniscalco, Kari Wahlgren, Bobby Moynihan, Isabela Moner, Bobby Cannavale, Gabriel Iglesias, Jeff Dunham, Peter Stormare                                             | Hoạt hình, Hài                                                         | [ 254 ] |
| T H Á N G T Á M   | 11              | Good Time                              | A24                                                                                   | Ben Safdie & Joshua Safdie (đạo diễn); Joshua Safdie, Ronald Bronstein (biên kịch); Robert Pattinson, Jennifer Jason Leigh, Ben Safdie, Barkhad Abdi, Buddy Duress, Taliah Webster | Tội phạm, Chính kịch                                                   | [ 255 ] |
| T H Á N G T Á M   | 11              | Ingrid Goes West                       | Neon                                                                                  | Matt Spicer (đạo diễn/biên kịch); Aubrey Plaza, Elizabeth Olsen, O'Shea Jackson Jr., Wyatt Russell, Billy Magnussen | Hài, Chính kịch                                                        | [ 256 ] |
| T H Á N G T Á M   | 11              | The Only Living Boy in New York        | Amazon Studios / Roadside Attractions                                                 | Marc Webb (đạo diễn); Allan Loeb (biên kịch); Callum Turner, Kate Beckinsale, Pierce Brosnan, Cynthia Nixon, Jeff Bridges, Kiersey Clemons, Debi Mazar, Bill Camp, Tate Donovan | Chính kịch                                                             | [ 257 ] |
| T H Á N G T Á M   | 18              | Vệ sĩ sát thủ                          | Summit Entertainment / Millennium Media                                               | Patrick Hughes (đạo diễn); Tom O'Conner (biên kịch); Ryan Reynolds, Samuel L. Jackson, Gary Oldman, Élodie Yung, Salma Hayek | Hành động, Hài                                                         | [ 258 ] |
| T H Á N G T Á M   | 18              | Logan Lucky: Vụ trộm may rủi           | Bleecker Street / FilmNation Entertainment                                            | Steven Soderbergh (đạo diễn); Rebecca Blunt (biên kịch); Channing Tatum, Adam Driver, Riley Keough, Daniel Craig, Hilary Swank, Seth MacFarlane, Katie Holmes, Katherine Waterston, Sebastian Stan                                                                                                  | Heist, Hài                                                             | [ 259 ] |
| T H Á N G T Á M   | 18              | Patti Cake$                            | Fox Searchlight Pictures                                                              | Geremy Jasper (đạo diễn/biên kịch); Danielle Macdonald, McCaul Lombardi | Chính kịch                                                             | [ 260 ] |
| T H Á N G T Á M   | 25              | Vũ điệu thần tiên                      | The Weinstein Company                                                                 | Eric Summer (đạo diễn/biên kịch), Éric Warin (đạo diễn); Carol Noble, Laurent Zeitoun (biên kịch); Elle Fanning, Dane DeHaan, Maddie Ziegler, Carly Rae Jepsen | Âm nhạc, Kỳ ảo, Phiêu lưu                                              | [ 261 ] |
| T H Á N G T Á M   | 25              | All Saints                             | Affirm Films / Provident Films                                                        | Steve Gomer (đạo diễn); Steve Armour (biên kịch); John Corbett, Cara Buono | Chính kịch                                                             | [ 262 ] |
| T H Á N G T Á M   | 25              | Served Like A Girl                     | Entertainment Studios                                                                 | Lysa Heslov (đạo diễn) | Tài liệu                                                               | [ 263 ] |
| T H Á N G T Á M   | 25              | Beach Rats                             | Neon                                                                                  | Eliza Hittman (đạo diễn/biên kịch); Harris Dickinson, Madeline Weinstein, Kate Hodge | Chính kịch                                                             | [ 264 ] |
| T H Á N G C H Í N | 1               | Tulip Fever                            | The Weinstein Company                                                                 | Justin Chadwick (đạo diễn); Tom Stoppard (biên kịch); Alicia Vikander, Dane DeHaan, Christoph Waltz, Holliday Grainger, Jack O'Connell, Zach Galifianakis, Judi Dench, Matthew Morrison, Tom Hollander, Cara Delevingne                                                                             | Lãng mạn, Chính kịch                                                   | [ 265 ] |
| T H Á N G C H Í N | 1               | Điệp vụ phản gián                      | Lionsgate Premiere                                                                    | Michael Apted (đạo diễn); Peter O'Brien (biên kịch); Noomi Rapace, Orlando Bloom, Toni Collette, John Malkovich, Michael Douglas, Jessica Boone | Hành động, Rùng rợn                                                    | [ 266 ] |
| T H Á N G C H Í N | 7               | Los Buscadores                         | Maneglia Schémbori Realizaciones                                                      | Juan Carlos Maneglia, Tana Schémbori (đạo diễn); Juan Carlos Maneglia (biên kịch); Tomás Arredondo, María Cecilia Torres, Mario Toñanez, Christian Ferreira, Sandra Sanabria | Adventure                                                              | [ 267 ] |
| T H Á N G C H Í N | 8               | IT: Chú hề ma quái                     | Warner Bros. / New Line Cinema / RatPac Entertainment                                 | Andrés Muschietti (đạo diễn); Chase Palmer, Cary Fukunaga, Gary Dauberman (biên kịch); Bill Skarsgård, Jaeden Lieberher, Finn Wolfhard, Jack Dylan Grazer, Sophia Lillis, Wyatt Oleff, Chosen Jacobs, Jeremy Ray Taylor                                                                             | Kinh dị, Kỳ ảo, Chính kịch                                             | [ 268 ] |
| T H Á N G C H Í N | 8               | Home Again                             | Open Road Films                                                                       | Hallie Meyers-Shyer (đạo diễn/biên kịch); Reese Witherspoon, Candice Bergen, Michael Sheen, Lake Bell, Nat Wolff, Reid Scott, Pico Alexander | Lãng mạn, Hài                                                          | [ 269 ] |
| T H Á N G C H Í N | 8               | 9/11                                   | Atlas Distribution Company                                                            | Charlie Sheen, Whoopi Goldberg | Chính kịch                                                             |         |
| T H Á N G C H Í N | 8               | Giải mã giấc mơ                        | GKIDS                                                                                 | Kenji Kamiyama (đạo diễn/biên kịch) | Khoa học viễn tưởng, Kỳ ảo, Hoạt hình, Chính kịch                      | [ 270 ] |
| T H Á N G C H Í N | 8               | The Good Catholic                      | Broad Green Pictures                                                                  | Paul Shoulberg (đạo diễn/biên kịch); Zachary Spicer, Wrenn Schmidt, John C. McGinley, Danny Glover | Hài                                                                    | [ 271 ] |
| T H Á N G C H Í N | 8               | Gun Shy                                | Saban Films                                                                           | Simon West (đạo diễn); Toby Davies, Mark Haskell Smith (biên kịch); Antonio Banderas, Olga Kurylenko | Hành động                                                              | [ 272 ] |
| T H Á N G C H Í N | 15              | Sát thủ kiểu Mỹ                        | CBS Films                                                                             | Michael Cuesta (đạo diễn); Stephen Schiff (biên kịch); Dylan O'Brien, Michael Keaton, Sanaa Lathan, Shiva Negar, Taylor Kitsch | Hành động, Rùng rợn                                                    | [ 273 ] |
| T H Á N G C H Í N | 15              | Mother!                                | Paramount Pictures                                                                    | Darren Aronofsky (đạo diễn/biên kịch); Jennifer Lawrence, Javier Bardem, Michelle Pfeiffer, Domhnall Gleeson, Ed Harris, Kristen Wiig | Chính kịch, Kinh dị                                                    | [ 274 ] |
| T H Á N G C H Í N | 15              | Brad's Status                          | Amazon Studios                                                                        | Mike White (đạo diễn/biên kịch); Ben Stiller, Michael Sheen, Luke Wilson, Jemaine Clement, Jenna Fischer | Hài                                                                    | [ 275 ] |
| T H Á N G C H Í N | 22              | Kingsman: Tổ chức Hoàng Kim            | 20th Century Fox                                                                      | Matthew Vaughn (đạo diễn/biên kịch); Jane Goldman (biên kịch); Colin Firth, Julianne Moore, Taron Egerton, Mark Strong, Halle Berry, Elton John, Channing Tatum, Jeff Bridges | Hành động, Phiêu lưu, Hài                                              | [ 276 ] |
| T H Á N G C H Í N | 22              | Phim Lego Ninjago                      | Warner Bros. / Warner Animation Group / RatPac-Dune Entertainment                     | Charlie Bean (đạo diễn); Dan Hageman, Kevin Hageman, Kevin Chesley, Bryan Shukoff (biên kịch); Thành Long, Justin Theroux, Dave Franco, Olivia Munn, Michael Peña, Abbi Jacobson, Kumail Nanjiani, Zach Woods, Fred Armisen                                                                         | Hoạt hình, Hành động, Hài, Martial Arts                                | [ 277 ] |
| T H Á N G C H Í N | 22              | Stronger                               | Lionsgate Films / Roadside Attractions                                                | David Gordon Green (đạo diễn); John Pollono (biên kịch); Jake Gyllenhaal, Tatiana Maslany, Miranda Richardson, Clancy Brown | Chính kịch                                                             | [ 278 ] |
| T H Á N G C H Í N | 22              | Battle of the Sexes                    | Fox Searchlight Pictures                                                              | Jonathan Dayton and Valerie Faris (đạo diễn); Simon Beaufoy (biên kịch); Emma Stone, Steve Carell, Andrea Riseborough, Elisabeth Shue, Austin Stowell, Sarah Silverman, Alan Cumming | Thể thao, Hài, Chính kịch                                              | [ 279 ] |
| T H Á N G C H Í N | 22              | Vincent thương mến                     | Good Deed Entertainment                                                               | Dorota Kobiela, Hugh Welchman (đạo diễn/biên kịch); Douglas Booth, Jerome Flynn, Saoirse Ronan, Helen McCrory, Chris O'Dowd, John Sessions, Eleanor Tomlinson, Aidan Turner | Tiểu sử, Hoạt hình, Chính kịch                                         | [ 280 ] |
| T H Á N G C H Í N | 22              | Woodshock                              | A24                                                                                   | Kate và Laura Mulleavy (đạo diễn/biên kịch); Kirsten Dunst, Joe Cole, Pilou Asbæk, Lorelei Linklater, Jack Kilmer | Chính kịch                                                             | [ 281 ] |
| T H Á N G C H Í N | 22              | Victoria & Abdul: Nữ hoàng & tri kỷ    | Focus Features / BBC Films / Working Title Films                                      | Stephen Frears (đạo diễn); Lee Hall (biên kịch); Judi Dench, Ali Fazal, Eddie Izzard, Tim Pigott-Smith, Adeel Akhtar | Tiểu sử, Chính kịch                                                    | [ 282 ] |
| T H Á N G C H Í N | 26              | Kẻ săn lùng sợ hãi                     | American Zoetrope / Myriad Pictures                                                   | Victor Salva (đạo diễn/biên kịch); Jonathan Breck, Meg Foster, Brandon James, Gabrielle Haugh, Jordan Salloum, Ryan Moore, Brandon Smith, Gina Philips, Christine Ko, Stan Shaw | Kinh dị                                                                | [ 283 ] |
| T H Á N G C H Í N | 29              | Barry Seal: Lách luật kiểu Mỹ          | Universal Pictures / Cross Creek Pictures / Imagine Entertainment                     | Doug Liman (đạo diễn); Gary Spinelli (biên kịch); Tom Cruise, Domhnall Gleeson, Sarah Wright, Jayma Mays, Jesse Plemons | Tiểu sử, Hành động, Hài, Tội phạm, Chính kịch, Lịch sử, Rùng rợn       | [ 284 ] |
| T H Á N G C H Í N | 29              | Trải nghiệm điểm chết                  | Columbia Pictures / Cross Creek Pictures                                              | Niels Arden Oplev (đạo diễn); Ben Ripley (biên kịch); Ellen Page, Diego Luna, Nina Dobrev, James Norton, Kiersey Clemons, Kiefer Sutherland | Kinh dị, Khoa học viễn tưởng, Chính kịch                               | [ 114 ] |
| T H Á N G C H Í N | 29              | Mark Felt: Kẻ đánh bại Nhà Trắng       | Sony Pictures Classics / Mandalay Pictures                                            | Peter Landesman (đạo diễn/biên kịch); Liam Neeson, Diane Lane, Marton Csokas, Ike Barinholtz, Tony Goldwyn, Bruce Greenwood, Michael C. Hall, Brian d'Arcy James, Josh Lucas, Eddie Marsan, Wendi McLendon-Covey, Maika Monroe                                                                      | Chính kịch                                                             | [ 285 ] |

### Tháng mười–Tháng mười hai
| Ngày công chiếu         | Ngày công chiếu | Tựa đề                                       | Hãng phát hành                                                                                     | Diễn viên và người thực hiện | Thể loại                                                             | Nguồn   |
| ----------------------- | --------------- | -------------------------------------------- | -------------------------------------------------------------------------------------------------- | --- | -------------------------------------------------------------------- | ------- |
| T H Á N G M Ư Ờ I       | 6               | Tội phạm nhân bản 2049                       | Warner Bros. / Columbia Pictures / Alcon Entertainment                                             | Denis Villeneuve (đạo diễn); Hampton Fancher, Michael Green (biên kịch); Harrison Ford, Ryan Gosling, Ana de Armas, Mackenzie Davis, Sylvia Hoeks, Lennie James, Carla Juri, Robin Wright, Dave Bautista, Jared Leto                                                                                  | Neo-noir, Khoa học viễn tưởng, Rùng rợn, Bí ẩn                       | [ 286 ] |
| T H Á N G M Ư Ờ I       | 6               | Ngọn núi giữa hai ta                         | 20th Century Fox / Chernin Entertainment                                                           | Hany Abu-Assad (đạo diễn); Chris Weitz (biên kịch); Idris Elba, Kate Winslet, Dermot Mulroney, Waleed Zuaiter | Lãng mạn                                                             | [ 287 ] |
| T H Á N G M Ư Ờ I       | 6               | Pony bé nhỏ                                  | Lionsgate / Hasbro Studios                                                                         | Jayson Thiessen (đạo diễn); Meghan McCarthy, Rita Hsiao, Michael Vogel, Joe Ballarini (biên kịch); Tara Strong, Ashleigh Ball, Andrea Libman, Tabitha St. Germain, Cathy Weseluck, Kristin Chenoweth, Emily Blunt, Michael Peña, Uzo Aduba, Liev Schreiber, Taye Diggs, Sia, Zoe Saldana              | Hoạt hình, Kỳ ảo, Âm nhạc                                            | [ 288 ] |
| T H Á N G M Ư Ờ I       | 6               | The Florida Project                          | A24                                                                                                | Sean Baker (đạo diễn/biên kịch); Chris Bergoch (biên kịch); Willem Dafoe, Bria Vinaite, Brooklynn Prince, Valeria Cotto, Caleb Landry Jones | Chính kịch                                                           | [ 289 ] |
| T H Á N G M Ư Ờ I       | 6               | Brawl in Cell Block 99                       | RLJE Entertainment                                                                                 | S. Craig Zahler (đạo diễn/biên kịch); Vince Vaughn, Jennifer Carpenter, Don Johnson, Udo Kier | Chính kịch, Hành động, Rùng rợn                                      | [ 290 ] |
| T H Á N G M Ư Ờ I       | 6               | Outrage Coda                                 | Warner Bros.                                                                                       | Takeshi Kitano (đạo diễn/biên kịch); Takeshi Kitano | Chính kịch, Tội phạm                                                 | [ 291 ] |
| T H Á N G M Ư Ờ I       | 13              | Sinh nhật chết chóc                          | Universal Pictures / Blumhouse Productions                                                         | Christopher B. Landon (đạo diễn/biên kịch); Scott Lobdell (biên kịch); Jessica Rothe, Israel Broussard, Ruby Modine | Kinh dị, Rùng rợn                                                    | [ 292 ] |
| T H Á N G M Ư Ờ I       | 13              | Kẻ ngoại tộc                                 | STX Entertainment / Huayi Brothers Pictures                                                        | Martin Campbell (đạo diễn); David Marconi (biên kịch); Thành Long, Pierce Brosnan, Charlie Murphy, Michael McElhatton, Lưu Đào, Orla Brady, Katie Leung, Manolo Cardona, Simon Kunz, Pippa Bennett-Warner, Roberta Taylor, Dermot Crowley, Rufus Jones                                                | Hành động, Rùng rợn                                                  | [ 293 ] |
| T H Á N G M Ư Ờ I       | 13              | Marshall                                     | Open Road Films                                                                                    | Reginald Hudlin (đạo diễn); Michael Koskoff, Jacob Koskoff (biên kịch); Chadwick Boseman, Josh Gad, Kate Hudson, Dan Stevens, James Cromwell, Sterling K. Brown | Tiểu sử, Chính kịch, Rùng rợn                                        | [ 294 ] |
| T H Á N G M Ư Ờ I       | 13              | Trong từng nhịp thở                          | Bleecker Street / Participant Media / The Imaginarium Studios                                      | Andy Serkis (đạo diễn); William Nicholson (biên kịch); Andrew Garfield, Claire Foy, Tom Hollander, Hugh Bonneville, Dean-Charles Chapman, Miranda Raison, Stephen Mangan | Tiểu sử, Chính kịch                                                  | [ 295 ] |
| T H Á N G M Ư Ờ I       | 13              | Tạm biệt Christopher Robin                   | Fox Searchlight Pictures                                                                           | Simon Curtis (đạo diễn/biên kịch); Domhnall Gleeson, Margot Robbie, Kelly Macdonald | Tiểu sử, Chính kịch                                                  |         |
| T H Á N G M Ư Ờ I       | 13              | Professor Marston and the Wonder Women       | Annapurna Pictures                                                                                 | Angela Robinson (đạo diễn/biên kịch); Luke Evans, Rebecca Hall, Bella Heathcote, Connie Britton, Oliver Platt | Tiểu sử, Chính kịch                                                  | [ 296 ] |
| T H Á N G M Ư Ờ I       | 13              | Blood Money                                  | Saban Films                                                                                        | Lucky McKee (đạo diễn/biên kịch); John Cusack, Ellar Coltrane, Willa Fitzgerald, Jacob Artist | Chính kịch, Tội phạm                                                 | [ 297 ] |
| T H Á N G M Ư Ờ I       | 20              | The Snowman                                  | Universal Pictures / Working Title Films                                                           | Tomas Alfredson (đạo diễn); Matthew Michael Carnahan (biên kịch); Michael Fassbender, Rebecca Ferguson, Toby Jones, J. K. Simmons, Jakob Oftebro, Chloë Sevigny | Tội phạm, Chính kịch, Kinh dị, Bí ẩn, Rùng rợn                       | [ 298 ] |
| T H Á N G M Ư Ờ I       | 20              | Siêu bão địa cầu                             | Warner Bros. / Skydance Media                                                                      | Dean Devlin (đạo diễn/biên kịch); Paul Guyot (biên kịch); Gerard Butler, Abbie Cornish, Alexandra Lara, Jim Sturgess, Amr Waked, Ed Harris, Andy García | Hành động, Khoa học viễn tưởng, Rùng rợn                             | [ 299 ] |
| T H Á N G M Ư Ờ I       | 20              | Không lối thoát hiểm                         | Columbia Pictures                                                                                  | Joseph Kosinski (đạo diễn); Ken Nolan, Eric Warren Singer (biên kịch); Ben Hardy, Jennifer Connelly, Taylor Kitsch, Miles Teller, James Badge Dale, Josh Brolin, Jeff Bridges | Hành động                                                            | [ 300 ] |
| T H Á N G M Ư Ờ I       | 20              | Boo 2! A Madea Halloween                     | Lionsgate / Tyler Perry Studios                                                                    | Tyler Perry (đạo diễn/biên kịch); Tyler Perry, Cassi Davis, Patrice Lovely, Yousef Erakat, Diamond White, Lexy Panterra, Andre Hall Brock O'Hurn, Tito Ortiz | Hài, Kinh dị                                                         | [ 301 ] |
| T H Á N G M Ư Ờ I       | 20              | Same Kind of Different as Me                 | Paramount Pictures / Pure Flix Entertainment                                                       | Michael Carney (đạo diễn/biên kịch); Ron Hall, Alexander Foard (biên kịch); Renée Zellweger, Jon Voight, Djimon Hounsou, Olivia Holt, Greg Kinnear, Stephanie Leigh Schlund | Chính kịch                                                           | [ 302 ] |
| T H Á N G M Ư Ờ I       | 20              | Leatherface                                  | Lionsgate                                                                                          | Julien Maury and Alexandre Bustillo (đạo diễn); Seth M. Sherwood (biên kịch); Stephen Dorff, Vanessa Grasse, Sam Strike, Lili Taylor, James Bloor, Jessica Madsen, Sam Coleman, Finn Jones | Kinh dị, Rùng rợn                                                    | [ 303 ] |
| T H Á N G M Ư Ờ I       | 20              | Wonderstruck                                 | Amazon Studios / Roadside Attractions                                                              | Todd Haynes (đạo diễn); Brian Selznick (biên kịch); Oakes Fegley, Julianne Moore, Millicent Simmonds, Michelle Williams, Jaden Michael, Tom Noonan, James Urbaniak, Amy Hargreaves | Chính kịch                                                           | [ 304 ] |
| T H Á N G M Ư Ờ I       | 20              | The Killing of a Sacred Deer                 | A24                                                                                                | Yorgos Lanthimos (đạo diễn/biên kịch); Colin Farrell, Nicole Kidman, Barry Keoghan, Raffey Cassidy, Sunny Suljic, Alicia Silverstone, Bill Camp | Kinh dị, Rùng rợn                                                    |         |
| T H Á N G M Ư Ờ I       | 27              | Thank You for Your Service                   | Universal Pictures / DreamWorks                                                                    | Jason Hall (đạo diễn/biên kịch); Miles Teller, Haley Bennett, Beulah Koale, Amy Schumer, Scott Haze | Chiến tranh, Chính kịch                                              | [ 305 ] |
| T H Á N G M Ư Ờ I       | 27              | Bí ẩn vùng ngoại ô                           | Paramount Pictures                                                                                 | George Clooney (đạo diễn/biên kịch); Joel Coen, Ethan Coen, Grant Heslov (biên kịch); Matt Damon, Julianne Moore, Oscar Isaac | Tội phạm, Hài, Chính kịch, Bí ẩn, Rùng rợn                           | [ 306 ] |
| T H Á N G M Ư Ờ I       | 27              | Jigsaw                                       | Lionsgate Films                                                                                    | The Spierig Brothers (đạo diễn); Josh Stolberg, Pete Goldfinger (biên kịch); Tobin Bell, Mandela Van Peebles, Laura Vandervoort, Brittany Allen, Callum Keith Rennie, Matt Passmore | Kinh dị                                                              | [ 307 ] |
| T H Á N G M Ư Ờ I       | 27              | Novitiate                                    | Sony Pictures Classics                                                                             | Maggie Betts (đạo diễn/biên kịch); Margaret Qualley, Melissa Leo, Morgan Saylor, Dianna Agron, Julianne Nicholson, Liana Liberato, Denis O'Hare, Maddie Hasson | Chính kịch                                                           | [ 308 ] |
| T H Á N G M Ư Ờ I       | 27              | All I See Is You                             | Open Road Films / SC International Pictures                                                        | Marc Forster (đạo diễn); Blake Lively, Jason Clarke, Yvonne Strahovski, Danny Huston, Wes Chatham | Chính kịch                                                           | [ 309 ] |
| T H Á N G M Ư Ờ I       | 27              | The Unknown Soldier                          | SF Studios                                                                                         | Aku Louhimies (đạo diễn/biên kịch); Jari Olavi Rantala (biên kịch); Eero Aho, Johannes Holopainen, Jussi Vatanen, Aku Hirviniemi, Hannes Suominen, Paula Vesala, Samuli Vauramo, Joonas Saartamo, Arttu Kapulainen, Andrei Alén, Juho Milonoff, Matti Ristinen                                        | Chiến tranh, Chính kịch                                              | [ 310 ] |
| T H Á N G M Ư Ờ I       | 28              | Amityville: Quỷ dữ thức tỉnh                 | Dimension Films / Blumhouse Productions                                                            | Franck Khalfoun (đạo diễn/biên kịch); Bella Thorne, Jennifer Jason Leigh, Cameron Monaghan, Mckenna Grace, Jennifer Morrison, Kurtwood Smith | Rùng rợn, Kinh dị                                                    | [ 311 ] |
| T H Á N G M Ư Ờ I M Ộ T | 3               | Thor: Tận thế Ragnarok                       | Marvel Studios                                                                                     | Taika Waititi (đạo diễn); Eric Pearson (biên kịch); Chris Hemsworth, Tom Hiddleston, Cate Blanchett, Idris Elba, Jeff Goldblum, Tessa Thompson, Karl Urban, Mark Ruffalo, Anthony Hopkins | Siêu anh hùng, Hành động, Phiêu lưu, Kỳ ảo, Khoa học viễn tưởng, Hài | [ 312 ] |
| T H Á N G M Ư Ờ I M Ộ T | 3               | A Bad Moms Christmas                         | STX Entertainment / Huayi Brothers Pictures                                                        | Jon Lucas (đạo diễn/biên kịch), Scott Moore (đạo diễn/biên kịch); Mila Kunis, Kristen Bell, Kathryn Hahn, Jay Hernandez, Susan Sarandon, Christine Baranski | Hài                                                                  | [ 313 ] |
| T H Á N G M Ư Ờ I M Ộ T | 3               | Last Flag Flying                             | Amazon Studios                                                                                     | Richard Linklater (đạo diễn/biên kịch); Darryl Ponicsan (biên kịch); Steve Carell, Bryan Cranston, Laurence Fishburne, Yul Vazquez | Hài, Chính kịch                                                      | [ 314 ] |
| T H Á N G M Ư Ờ I M Ộ T | 3               | Lady Bird: Tuổi nổi loạn                     | A24                                                                                                | Greta Gerwig (đạo diễn/biên kịch); Saoirse Ronan, Laurie Metcalf, Tracy Letts, Lucas Hedges, Timothée Chalamet, Beanie Feldstein, Stephen McKinley Henderson, Lois Smith | Hài, Chính kịch                                                      | [ 315 ] |
| T H Á N G M Ư Ờ I M Ộ T | 5               | Pokémon the Movie 20: Tớ chọn cậu            | OLM, Inc.                                                                                          | Kunihiko Yuyama (đạo diễn), Shoji Yonemura (biên kịch); Sarah Natochenny, Ikue Ōtani, Carter Cathcart, Rodger Parsons, Michele Knotz, Mike Pollock, Rachael Lillis, Kate Bristol | Hoạt hình, Phiêu lưu                                                 | [ 316 ] |
| T H Á N G M Ư Ờ I M Ộ T | 10              | Án mạng trên chuyến tàu tốc hành Phương Đông | 20th Century Fox / Genre Films / Scott Free Productions                                            | Kenneth Branagh (đạo diễn); Michael Green (biên kịch); Kenneth Branagh, Penélope Cruz, Willem Dafoe, Judi Dench, Johnny Depp, Josh Gad, Derek Jacobi, Leslie Odom Jr., Michelle Pfeiffer, Daisy Ridley, Lucy Boynton, Sergei Polunin                                                                  | Bí ẩn, Chính kịch                                                    | [ 317 ] |
| T H Á N G M Ư Ờ I M Ộ T | 10              | Bố ngoan bố hư 2                             | Paramount Pictures / Gary Sanchez Productions                                                      | Sean Anders (đạo diễn/biên kịch), John Morris (biên kịch); Will Ferrell, Mark Wahlberg, Linda Cardellini, John Cena, Mel Gibson, John Lithgow | Hài                                                                  | [ 318 ] |
| T H Á N G M Ư Ờ I M Ộ T | 10              | LBJ                                          | Electric Entertainment                                                                             | Rob Reiner (đạo diễn); Joey Hartstone (biên kịch); Woody Harrelson, Richard Jenkins, Bill Pullman, Kim Allen, Michael Stahl-David, Jennifer Jason Leigh, Jeffrey Donovan, Doug McKeon, Michael Mosley                                                                                                 | Chính kịch                                                           | [ 319 ] |
| T H Á N G M Ư Ờ I M Ộ T | 10              | Three Billboards Outside Ebbing, Missouri    | Fox Searchlight Pictures                                                                           | Martin McDonagh (đạo diễn/biên kịch); Frances McDormand, Woody Harrelson, Sam Rockwell, John Hawkes, Peter Dinklage | Hài, Tội phạm, Chính kịch, Rùng rợn                                  | [ 320 ] |
| T H Á N G M Ư Ờ I M Ộ T | 10              | Paddington 2                                 | StudioCanal                                                                                        | Paul King (đạo diễn/biên kịch); Simon Farnaby (biên kịch); Hugh Grant, Brendan Gleeson, Hugh Bonneville, Sally Hawkins, Julie Walters, Jim Broadbent, Peter Capaldi, Madeleine Harris, Samuel Joslin, Ben Whishaw, Imelda Staunton                                                                    | Gia đình Hài                                                         | [ 321 ] |
| T H Á N G M Ư Ờ I M Ộ T | 10              | Mayhem                                       | RLJE Films                                                                                         | Joe Lynch (đạo diễn); Matias Caruso (biên kịch); Steven Yeun, Samara Weaving, Steven Brand, Caroline Chikezie, Kerry Fox, Dallas Roberts | Hành động, Kinh dị, Hài                                              | [ 322 ] |
| T H Á N G M Ư Ờ I M Ộ T | 17              | Liên minh Công lý                            | Warner Bros. / RatPac Entertainment / DC Entertainment                                             | Zack Snyder (đạo diễn); Chris Terrio, Joss Whedon (biên kịch); Ben Affleck, Henry Cavill, Gal Gadot, Jason Momoa, Ezra Miller, Ray Fisher, Amy Adams, Jesse Eisenberg, Amber Heard, Jeremy Irons, J. K. Simmons, Willem Dafoe, Julian Lewis Jones, Ciarán Hinds                                       | Siêu anh hùng, Hành động, Kỳ ảo                                      | [ 199 ] |
| T H Á N G M Ư Ờ I M Ộ T | 17              | The Star                                     | Columbia Pictures / Sony Pictures Animation / Walden Media / Affirm Films / The Jim Henson Company | Timothy Reckart (đạo diễn); Tom Sheridan (biên kịch); Steven Yeun, Gina Rodriguez, Zachary Levi, Keegan-Michael Key, Kelly Clarkson, Patricia Heaton, Kristin Chenoweth, Tracy Morgan, Tyler Perry, Oprah Winfrey                                                                                     | Hoạt hình, Phiêu lưu, Hài                                            | [ 323 ] |
| T H Á N G M Ư Ờ I M Ộ T | 17              | Điều kỳ diệu                                 | Lionsgate / Participant Media / Walden Media                                                       | Stephen Chbosky (đạo diễn/biên kịch); Steve Conrad, Jack Thorne (biên kịch); Julia Roberts, Jacob Tremblay, Owen Wilson, Mandy Patinkin | Chính kịch                                                           | [ 324 ] |
| T H Á N G M Ư Ờ I M Ộ T | 17              | Cook Off!                                    | Lionsgate Premiere                                                                                 | Cathryn Michon (đạo diễn/biên kịch); Guy Shalem (đạo diễn); Wendi McLendon-Covey, W. Bruce Cameron (biên kịch); Cathryn Michon, Melissa McCarthy, Wendi McLendon-Covey, Diedrich Bader, Gary Anthony Williams, Ben Falcone, Niecy Nash, Louie Anderson, Stephen Root                                  | Mockumentary, Hài                                                    | [ 325 ] |
| T H Á N G M Ư Ờ I M Ộ T | 17              | Mr. Roosevelt                                | Paladin                                                                                            | Noël Wells (đạo diễn/biên kịch); Noël Wells, Nick Thune, Britt Lower, Danielle Pineda, Andre Hyland, Doug Benson, Armen Weitzman, Sergio Cilli | Hài                                                                  | [ 326 ] |
| T H Á N G M Ư Ờ I M Ộ T | 17              | Roman J. Israel, Esq.                        | Columbia Pictures / Cross Creek Pictures / Image Nation / Escape Artists                           | Dan Gilroy (đạo diễn/biên kịch), Denzel Washington, Colin Farrell, Carmen Ejogo, Shelley Hennig | Chính kịch                                                           | [ 327 ] |
| T H Á N G M Ư Ờ I M Ộ T | 22              | Coco                                         | Walt Disney Pictures / Pixar                                                                       | Lee Unkrich (đạo diễn); Adrian Molina (co-director/screenplay); Matthew Aldrich (biên kịch); Anthony Gonzalez, Gael García Bernal, Benjamin Bratt, Renée Victor, Ana Ofelia Murguia, Edward James Olmos                                                                                               | Hoạt hình, Âm nhạc, Kỳ ảo, Bí ẩn                                     | [ 328 ] |
| T H Á N G M Ư Ờ I M Ộ T | 22              | Giờ đen tối                                  | Focus Features / Working Title Films                                                               | Joe Wright (đạo diễn); Anthony McCarten (biên kịch); Gary Oldman, Ben Mendelsohn, Kristin Scott Thomas, Lily James, Stephen Dillane, Ronald Pickup | Chiến tranh, Chính kịch                                              | [ 329 ] |
| T H Á N G M Ư Ờ I M Ộ T | 22              | The Man Who Invented Christmas               | Bleecker Street                                                                                    | Bharat Nalluri (đạo diễn); Susan Coyne (biên kịch); Dan Stevens, Christopher Plummer, Jonathan Pryce | Chính kịch                                                           | [ 330 ] |
| T H Á N G M Ư Ờ I M Ộ T | 24              | Call Me by Your Name                         | Sony Pictures Classics                                                                             | Luca Guadagnino (đạo diễn/biên kịch); Timothée Chalamet, Armie Hammer, Michael Stuhlbarg, Amira Casar, Esther Garrel, Victoire Du Bois | Chính kịch                                                           | [ 331 ] |
| T H Á N G M Ư Ờ I H A I | 1               | The Disaster Artist                          | A24 / Warner Bros. Pictures / New Line Cinema / Good Universe                                      | James Franco (đạo diễn); Scott Neustadter, Michael H. Weber (biên kịch); James Franco, Dave Franco, Seth Rogen, Alison Brie, Ari Graynor, Josh Hutcherson, Jacki Weaver | Tiểu sử, Hài, Chính kịch                                             | [ 332 ] |
| T H Á N G M Ư Ờ I H A I | 1               | Người đẹp và thủy quái                       | Fox Searchlight Pictures                                                                           | Guillermo del Toro (đạo diễn/biên kịch); Vanessa Taylor (biên kịch); Sally Hawkins, Michael Shannon, Richard Jenkins, Doug Jones, Lauren Lee Smith, Michael Stuhlbarg, Octavia Spencer | Kỳ ảo, Kinh dị, Lãng mạn                                             | [ 333 ] |
| T H Á N G M Ư Ờ I H A I | 1               | Vòng xoay cám dỗ                             | Amazon Studios                                                                                     | Woody Allen (đạo diễn/biên kịch); Kate Winslet, Justin Timberlake, Juno Temple, Jim Belushi, Tony Sirico | Tội phạm, Chính kịch                                                 | [ 334 ] |
| T H Á N G M Ư Ờ I H A I | 8               | I, Tonya                                     | Neon                                                                                               | Craig Gillespie (đạo diễn); Steven Rogers (biên kịch); Margot Robbie, Sebastian Stan, Allison Janney, Julianne Nicholson, Mckenna Grace | Chính kịch                                                           | [ 335 ] |
| T H Á N G M Ư Ờ I H A I | 8               | Just Getting Started                         | Broad Green Pictures                                                                               | Ron Shelton (đạo diễn/biên kịch); Morgan Freeman, Tommy Lee Jones, Rene Russo | Hành động, Hài                                                       | [ 336 ] |
| T H Á N G M Ư Ờ I H A I | 15              | Star Wars: Jedi cuối cùng                    | Lucasfilm Ltd.                                                                                     | Rian Johnson (đạo diễn/biên kịch); Mark Hamill, Carrie Fisher, Adam Driver, Daisy Ridley, John Boyega, Oscar Isaac, Lupita Nyong'o, Domhnall Gleeson, Benicio del Toro, Laura Dern, Anthony Daniels, Gwendoline Christie, Andy Serkis                                                                 | Hành động, Phiêu lưu, Khoa học viễn tưởng                            | [ 337 ] |
| T H Á N G M Ư Ờ I H A I | 15              | Ferdinand phiêu lưu ký                       | 20th Century Fox / Blue Sky Studios                                                                | Carlos Saldanha (đạo diễn); Jordan Roberts (biên kịch); John Cena, David Tennant, Anthony Anderson, Gabriel Iglesias, Kate McKinnon, Boris Kodjoe, Miguel Ángel Silvestre, Raúl Esparza, Jerrod Carmichael, Gina Rodriguez, Daveed Diggs, Bobby Cannavale, Sally Phillips, Flula Borg, Karla Martínez | Hoạt hình, Hài                                                       | [ 338 ] |
| T H Á N G M Ư Ờ I H A I | 20              | Jumanji: Trò chơi kỳ ảo                      | Columbia Pictures                                                                                  | Jake Kasdan (đạo diễn); Scott Rosenberg (biên kịch); Dwayne Johnson, Kevin Hart, Jack Black, Nick Jonas, Karen Gillan | Kỳ ảo, Phiêu lưu, Hài                                                | [ 339 ] |
| T H Á N G M Ư Ờ I H A I | 20              | Bậc thầy của những ước mơ                    | 20th Century Fox / Chernin Entertainment                                                           | Michael Gracey (đạo diễn); Jenny Bicks, Bill Condon (biên kịch); Hugh Jackman, Zac Efron, Rebecca Ferguson, Michelle Williams, Yahya Abdul-Mateen II, Zendaya | Tiểu sử, Âm nhạc, Chính kịch                                         | [ 340 ] |
| T H Á N G M Ư Ờ I H A I | 22              | Vụ bắt cóc triệu đô                          | TriStar Pictures                                                                                   | Ridley Scott (đạo diễn); David Scarpa (biên kịch); Michelle Williams, Mark Wahlberg, Christopher Plummer, Timothy Hutton, Charlie Plummer | Tội phạm, Chính kịch                                                 | [ 341 ] |
| T H Á N G M Ư Ờ I H A I | 22              | Sự nổi loạn hoàn hảo 3                       | Universal Pictures                                                                                 | Trish Sie (đạo diễn); Kay Cannon (biên kịch); Anna Kendrick, Anna Camp, Rebel Wilson, Brittany Snow, Hailee Steinfeld, Alexis Knapp, Ester Dean, Hana Mae Lee, Chrissie Fit, Kelley Jakle, Shelley Regner                                                                                             | Âm nhạc, Hài                                                         | [ 342 ] |
| T H Á N G M Ư Ờ I H A I | 22              | Thu nhỏ                                      | Paramount Pictures                                                                                 | Alexander Payne (đạo diễn/biên kịch); Jim Taylor (biên kịch); Matt Damon, Christoph Waltz, Hong Chau, Kristen Wiig | Khoa học viễn tưởng, Hài, Chính kịch                                 | [ 343 ] |
| T H Á N G M Ư Ờ I H A I | 22              | Father Figures                               | Warner Bros. / Alcon Entertainment                                                                 | Lawrence Sher (đạo diễn); Justin Malen (biên kịch); Owen Wilson, Ed Helms, J. K. Simmons, Terry Bradshaw, Ving Rhames, Katt Williams, Retta, June Squibb, Glenn Close | Hài                                                                  | [ 344 ] |
| T H Á N G M Ư Ờ I H A I | 22              | The Post                                     | 20th Century Fox                                                                                   | Steven Spielberg (đạo diễn); Liz Hannah, Josh Singer (biên kịch); Tom Hanks, Meryl Streep, Bruce Greenwood, Jesse Plemons, Bob Odenkirk, Sarah Paulson, Alison Brie, David Cross, Carrie Coon | Chính kịch                                                           | [ 345 ] |
| T H Á N G M Ư Ờ I H A I | 22              | Bright                                       | Netflix                                                                                            | David Ayer (đạo diễn); Max Landis (biên kịch); Will Smith, Joel Edgerton, Noomi Rapace, Lucy Fry, Edgar Ramirez | Hành động, Kỳ ảo                                                     | [ 346 ] |
| T H Á N G M Ư Ờ I H A I | 22              | Crooked House                                | Vertical Entertainment / Sony Pictures                                                             | Gilles Paquet-Brenner (đạo diễn); Julian Fellowes (biên kịch); Max Irons, Glenn Close, Gillian Anderson, Christina Hendricks, Terrance Stamp | Tội phạm, Chính kịch, Bí ẩn                                          | [ 347 ] |
| T H Á N G M Ư Ờ I H A I | 22              | Hostiles                                     | Entertainment Studios                                                                              | Scott Cooper (đạo diễn/biên kịch); Donald E. Stewart (biên kịch); Christian Bale, Rosamund Pike, Wes Studi, Q'orianka Kilcher, Ben Foster, Adam Beach, Rory Cochrane, Jesse Plemons, Timothée Chalamet                                                                                                | Phương Đông                                                          | [ 348 ] |
| T H Á N G M Ư Ờ I H A I | 25              | Molly's Game                                 | STX Entertainment                                                                                  | Aaron Sorkin (đạo diễn/biên kịch); Jessica Chastain, Idris Elba, Kevin Costner, Brian d'Arcy James, Michael Cera, Chris O'Dowd, Bill Camp, Jeremy Strong | Chính kịch                                                           | [ 349 ] |
| T H Á N G M Ư Ờ I H A I | 25              | Bóng ma sợi chỉ                              | Focus Features / Annapurna Pictures                                                                | Paul Thomas Anderson (đạo diễn/biên kịch); Daniel Day-Lewis, Lesley Manville, Richard Graham, Vicky Krieps | Chính kịch                                                           | [ 350 ] |